# Europäische Gottesanbeterin
Die Europäische Gottesanbeterin (Mantis religiosa), auch als Gemeine Gottesanbeterin oder nur als Gottesanbeterin bezeichnet, ist die einzige in Mitteleuropa vorkommende Vertreterin der Ordnung der Fangschrecken (Mantodea) und zählt innerhalb dieser Ordnung zur Familie der Mantidae. In Deutschland ist sie in der Roten Liste der Geradflügler (Rote Liste) in die Kategorie 3 („gefährdet“) eingruppiert und genießt nach den Bestimmungen des Bundesnaturschutzgesetzes (BNatSchG) in Verbindung mit der Bundesartenschutzverordnung (BArtSchV) besonderen Schutz. Deshalb darf sie u. a. weder gefangen noch gehalten werden. Die Europäische Gottesanbeterin wurde zum Insekt des Jahres 2017 erklärt.

## Merkmale

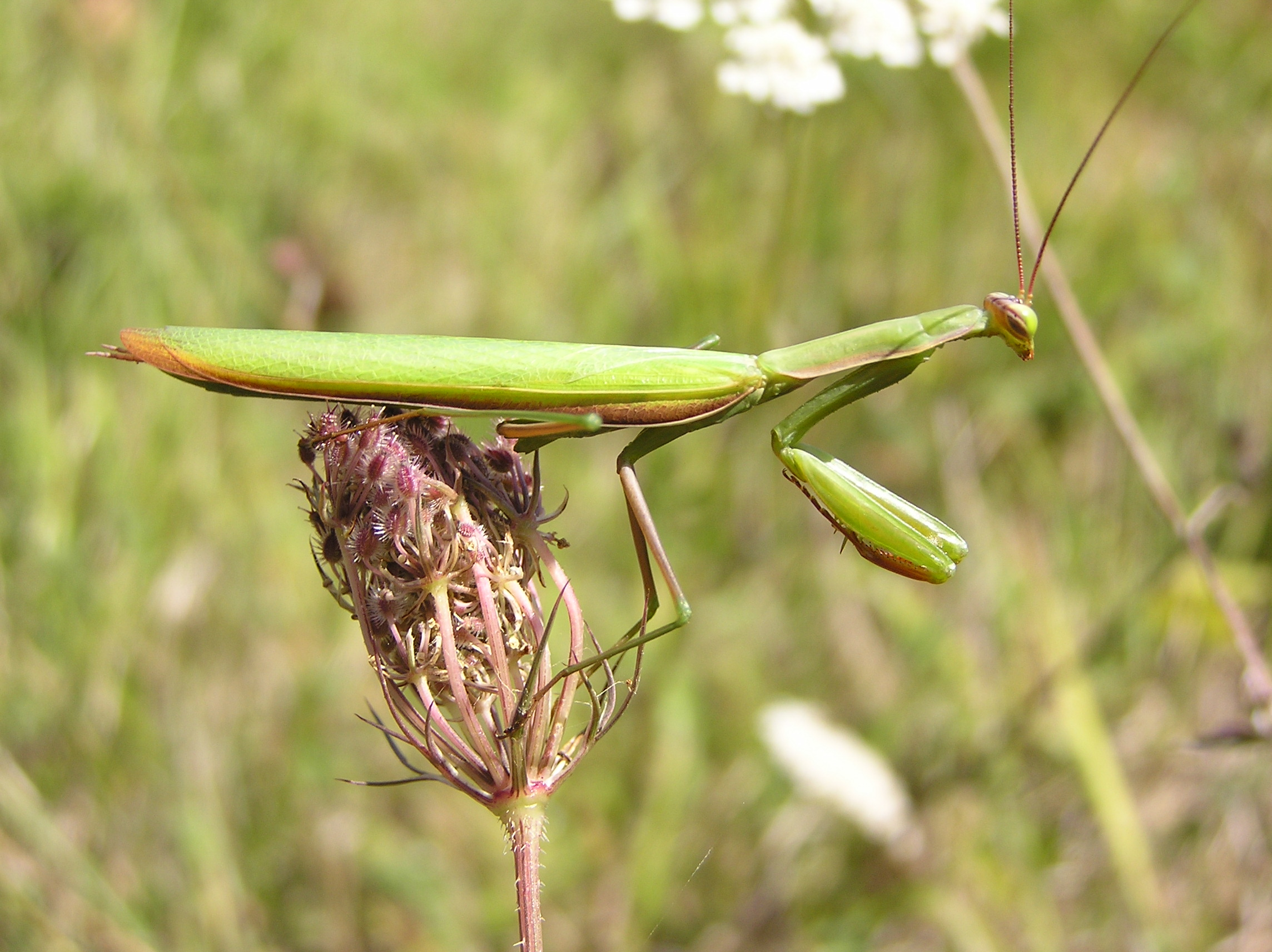
Männchen

Weibchen können bis zu 80 mm lang werden, die Männchen sind deutlich kleiner und erreichen eine Länge bis zu 60 mm. Obwohl alle Tiere flugfähig sind, nutzen hauptsächlich die Männchen ihre Flügel, sowohl zum Fliegen als auch im Rahmen einer Schreckreaktion, bei der sie weit abgespreizt werden. Die Grundfärbung reicht von zartgrün bis braun, auf ehemaligen Brandflächen kann man sogar fast schwarzen Individuen begegnen (Feuermelanismus). An der Basis der Innenseite der Vorderhüften befindet sich ein schwarzer, oft weiß gekernter Fleck, der in der Abwehrhaltung als augenähnliche Zeichnung gezeigt wird (Mimikry). Die unterschiedlichen Färbungsvarianten entstehen nach den einzelnen Häutungen als Anpassung an die Umgebung.
Auffallend sind der verlängerte Halsschild und der große, dreieckige, sehr bewegliche Kopf. Während die beiden hinteren Beinpaare als Schreitbeine gestaltet sind, sind die Vorderbeine zu Fangbeinen umgebildet. Femur und Tibia sind mit Dornen zum Festhalten der Beute besetzt.
Zwischen den Facettenaugen befinden sich drei Ocellen, die beim Männchen deutlicher ausgebildet sind und als Merkmal zur Geschlechtsunterscheidung herangezogen werden können.

### Ähnliche Arten
Die Europäische Gottesanbeterin ähnelt anderen Arten der Unterfamilie Mantinae. Ein Beispiel ist die ebenfalls in Teilen Südeuropas vertretene Afrikanische Riesengottesanbeterin (Sphodromantis viridis), die einen ähnlichen Körperbau und auch ähnliche Farbmuster besitzt. Die Afrikanische Riesengottesanbeterin unterscheidet sich jedoch abgesehen von der Kopfform besonders durch die höhere Endgröße von 10 Zentimetern von der Europäischen Gottesanbeterin. Außerdem unterscheiden sich die Farbgebungen zur Drohgebärde beider Arten, so besitzt die Afrikanische Gottesanbeterin anders als die Europäische Gottesanbeterin für diesen Zweck eine gelbe Färbung, die den Großteil der Innenseite der Femora und Tibien der Fangbeine einnimmt. Eine weitere neue ähnliche Fangschreckenart in Europa und in Deutschland ist die Asiatische Riesengottesanbeterin (Hierodula tenuidentata).

## Lebensweise

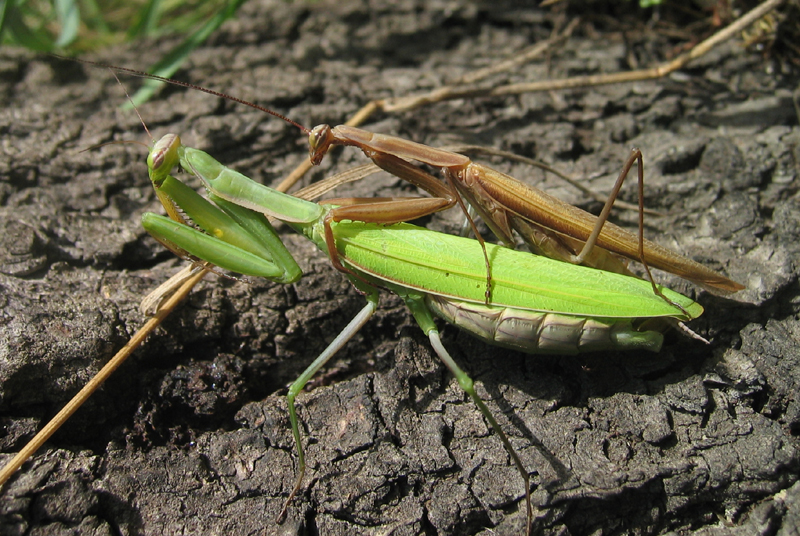
Paarung

Im Mittelmeerraum besiedelt die Gottesanbeterin viele unterschiedliche Lebensräume, in Mitteleuropa ist sie dagegen auf ausgesprochene Wärmeinseln beschränkt. Die Bindung an Wärmegebiete ist bedingt durch ein im Frühjahr notwendiges Beuteangebot für die Larven, die Eier dagegen können in Steppengebieten auch Winter mit sehr tiefen Minustemperaturen überstehen (letale Temperatur: −43 °C).
Am Oberrhein findet man die Gottesanbeterinnen häufig an Waldrändern, wo sie sich meist gut getarnt an Besenginster, Goldruten, Rainfarn, Johanniskräutern und Jungpflanzen der Roteiche und von Weißdorn sowie anderen Gehölzen und krautigen Pflanzen aufhalten. Aus einem im Februar am mittleren Oberrhein eingesammelten Eigelege schlüpften ab Mitte Juni innerhalb einer Woche etwa 30 Jungtiere, die in ihren natürlichen Lebensraum wieder entlassen wurden. Zum Zeitpunkt der „Entlassung“ gab es schon reifere Jungtiere im Lebensraum. Einzelne ausgewachsene Tiere zieht es aber auch in Wohngebiete, wo sie tagsüber in Hecken, insbesondere Kirschlorbeerhecken, Schutz finden. In der Dämmerung und nachts bei Laternenschein, gelegentlich aber auch am Tage, gehen die Tiere auf die Lauer. Sie klettern dabei Gebäudefassaden hinauf, inspizieren die Umgebung und warten auf Beute. Zum Beutespektrum der Gottesanbeterinnen gehören hauptsächlich Heuschrecken, Grillen und Waldschaben. Es werden aber auch andere Insekten, beispielsweise von relativ jungen Gottesanbeterinnen Schmetterlinge wie der Russische Bär, und Gliederfüßer erbeutet. Im Gegensatz zu anderen räuberischen Insekten werden die Opfer nicht gelähmt. Sie werden einfach lebend „aufgefressen“. Das betrifft auch Artgenoss(inn)en.
Gewöhnlich sind die Tiere gut getarnt. An Gebäudefassaden ist das nicht unbedingt der Fall. Da sich die relativ großen Insekten nur sehr langsam in der für Lauerjäger typischen Art wackelig fortbewegen oder fast regungslos verharren, und aufgrund ihrer Farbe und Form grünen Laubblättern ähneln, werden sie trotzdem oft übersehen. Die Tiere weisen keinen Fluchtreflex auf. Sollten sie trotzdem aufgeschreckt werden, legen sie ähnlich geflügelter Heuschrecken etwas schwerfällig im Fluge Strecken von etwa 10 m zurück. 
Aufgrund ihrer guten Tarnung und dem fehlenden Fluchtreflex werden einige meist reifere Tiere auf asphaltierten Feldwegen „Verkehrsopfer“, wo sie entweder (unabsichtlich) zertreten werden oder durch Rad- oder Kraftfahrverkehr überfahren werden.

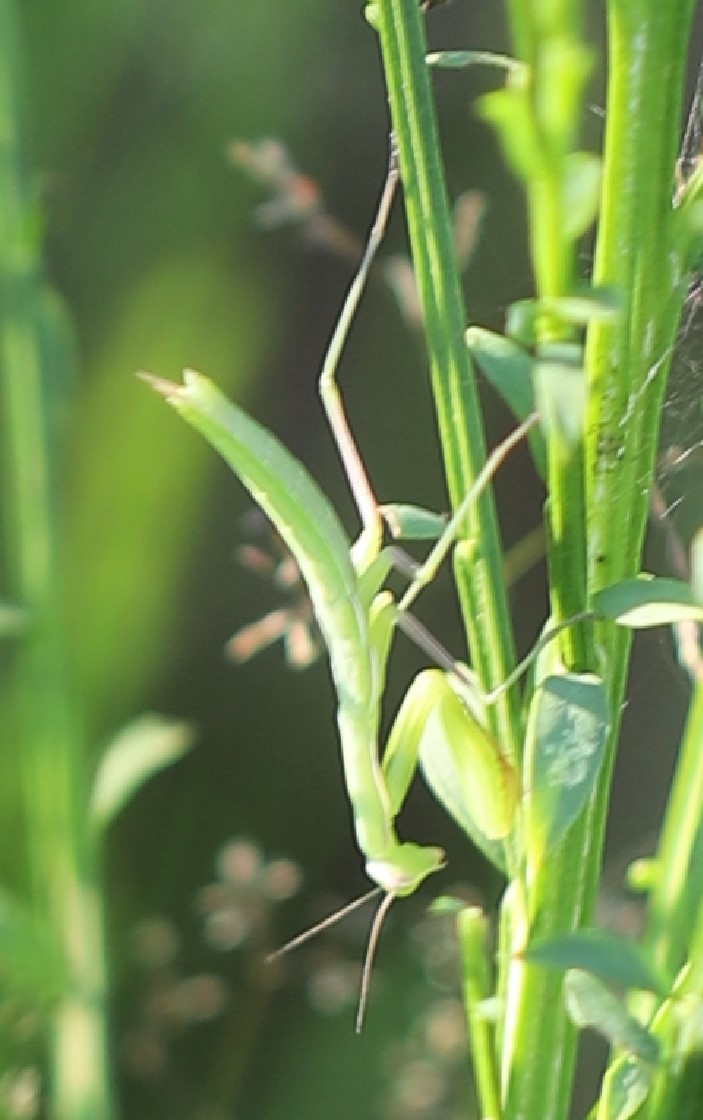
Jungtier Anfang Juli in der Schwetzinger Hardt

## Fortpflanzung

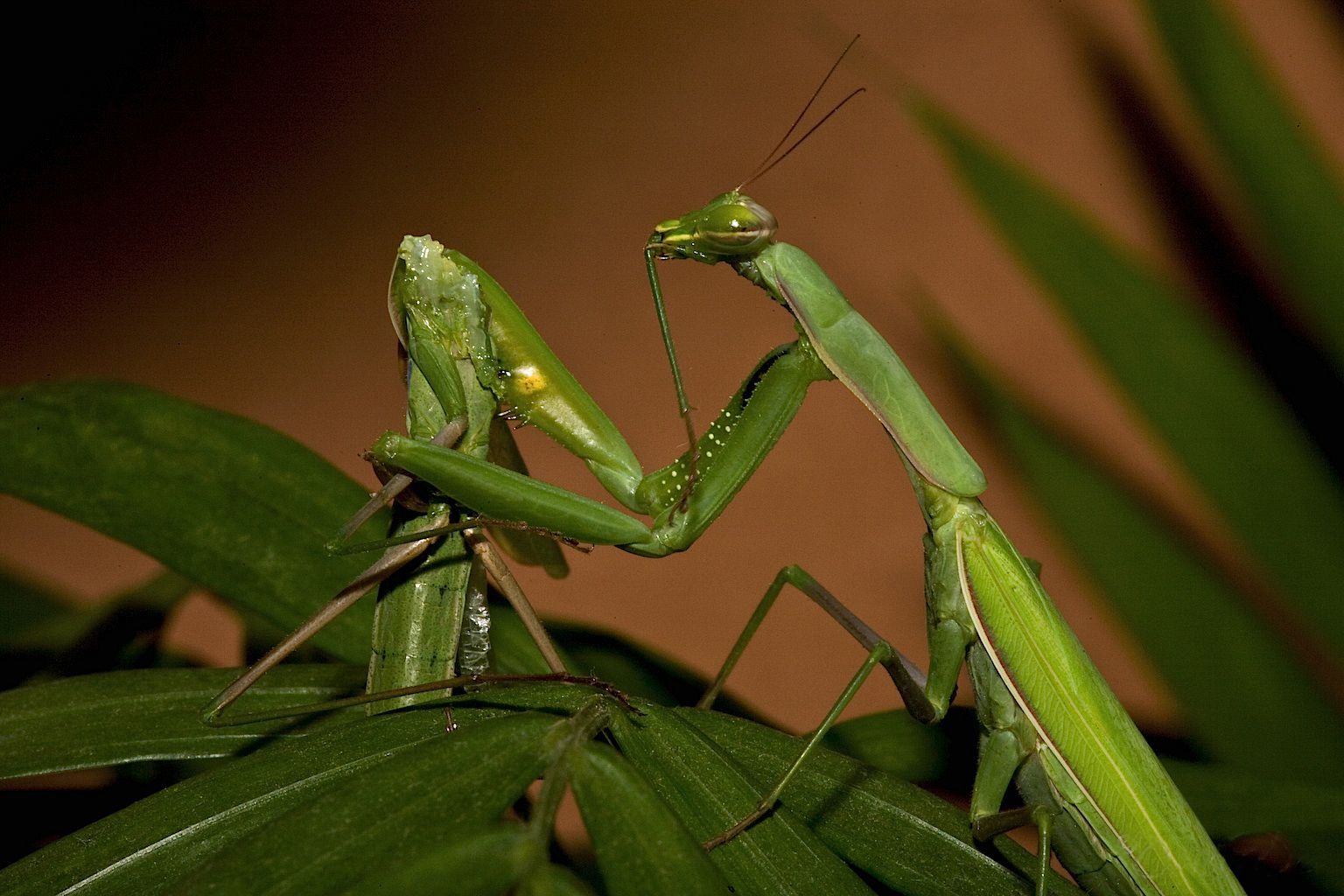
Auch Europäische Gottesanbeterinnen praktizieren sexuellen Kannibalismus

Europäische Gottesanbeterinnen sind semelpar, d. h. sie pflanzen sich nur einmal im Leben fort und alle erwachsenen Tiere sterben vor dem Winter, während der Nachwuchs im Larvenstadium überwintert. Wie zahlreiche andere Fangschrecken praktiziert auch die europäische Gottesanbeterin sexuellen Kannibalismus, d. h. das Männchen wird in freier Wildbahn (in bis zu 30 Prozent der Fälle) während oder nach der Paarung vom Weibchen aufgefressen. Während die Männchen mancher Mantodeen-Arten einen ausgeprägten Balztanz ausführen, um vom Weibchen nicht als Beute angesehen zu werden, konnte ein derartiges Verhalten bei Mantis religiosa bisher nicht festgestellt werden.
Forscher der Universität Sydney fanden heraus, dass hungrige Weibchen besonders viele Duftstoffe produzierten, um vital und fruchtbar auf männliche Tiere zu wirken. Für dieses Verhalten gibt es eine einfache, biologische Erklärung: die Duftstoffproduktion ist weniger energieaufwändig als die Produktion der Eier, die somit verschoben wird, bis die Gottesanbeterin gefressen hat und ihr somit wieder mehr Energie zur Verfügung steht.
Aus evolutionärer Sicht ist es jedoch auch für das Männchen sinnvoll, sich vom Weibchen bei der Paarung fressen zu lassen, wie die Royal Society bereits 2016 wissenschaftlich untermauerte. Das Gelege macht 30 bis 50 Prozent des Gewichts des Weibchens aus, somit ist ein schwereres Tier in der Lage, deutlich mehr Eier zu produzieren. Die rund 30 Prozent der Männchen, die Opfer von Sexualkannibalismus werden, tragen somit dazu bei, dass sie mehr eigenen Nachwuchs zeugen.

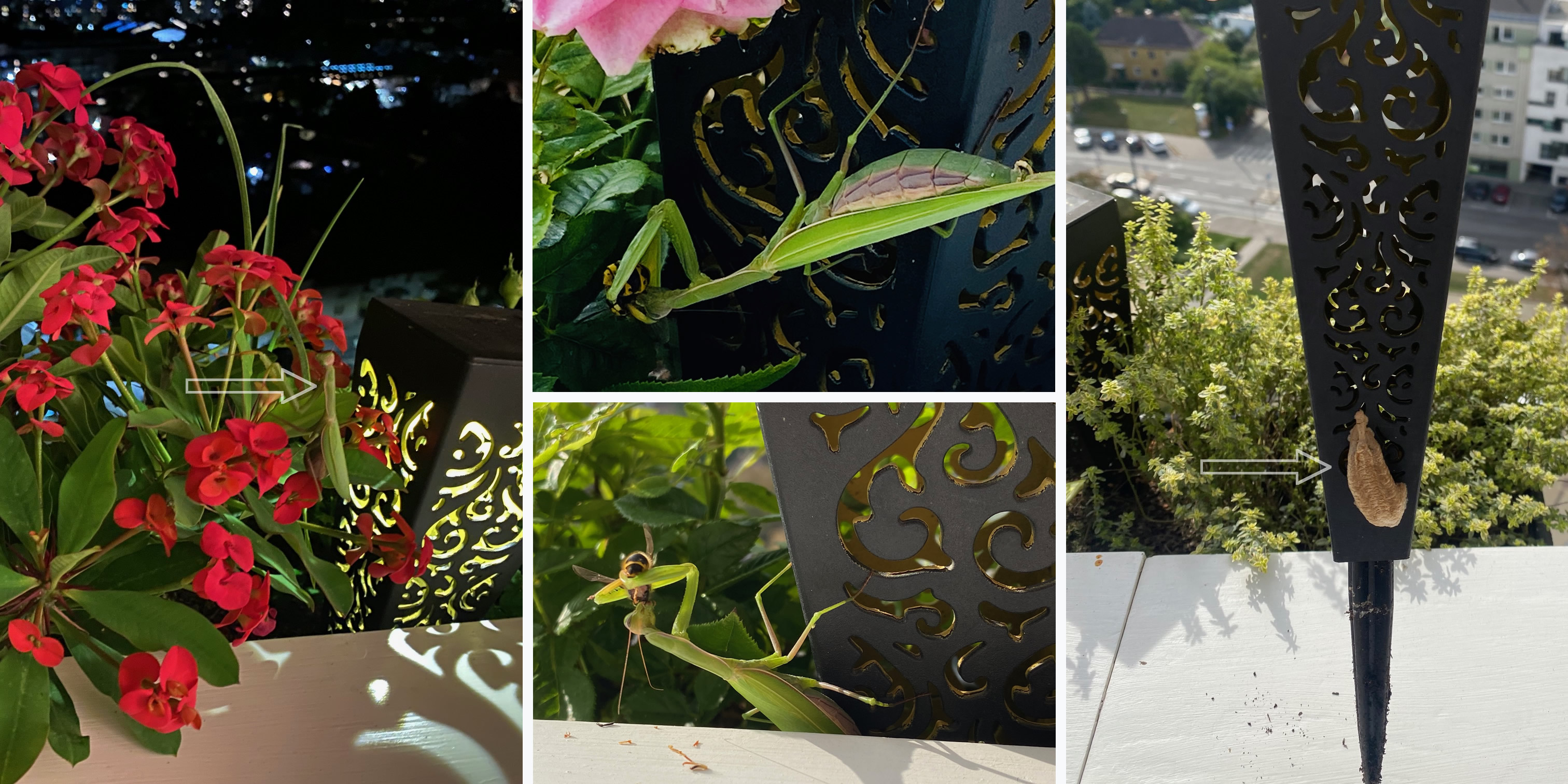
Eine Europäische Gottesanbeterin (Mantis religiosa) enterte in Wien-Donaustadt die Blumenkisterln eines Balkons im 16. Stockwerk. Wohlgenährt durch Wespen und Bienen, daher voll Eier (siehe Bauch), klebte sie ihre Oothek an den Fuß einer Leuchte.

Einige Tage nach der Begattung legen die Weibchen 200 bis 300 Eier in einer ca. 4 cm langen Oothek ab, die das Gelege durch eine schnell erhärtende, schaumige Eiweißmasse schützt. Die Weibchen suchen sich für die mehrstündige Eiablage in ihrem Revier geeignete Stellen aus, meist klimatisch (Temperatur, Feuchtigkeit) günstige Stellen, an welchen der Nachwuchs nach dem Schlüpfen leicht Nahrung findet.
Im Herbst verenden die erwachsenen Tiere, während die Eier mit den Embryonen in den durch ihre spongiöse Schutzhülle ausgezeichnet isolierten Ootheken überwintern. In einem Fall konnte beobachtet werden, wie das Weibchen nach der Eiablage Ende September noch eine Woche in wenigen Metern Entfernung verbracht hat, vermutlich ohne weitere Nahrungsaufnahme, um dann zu sterben.

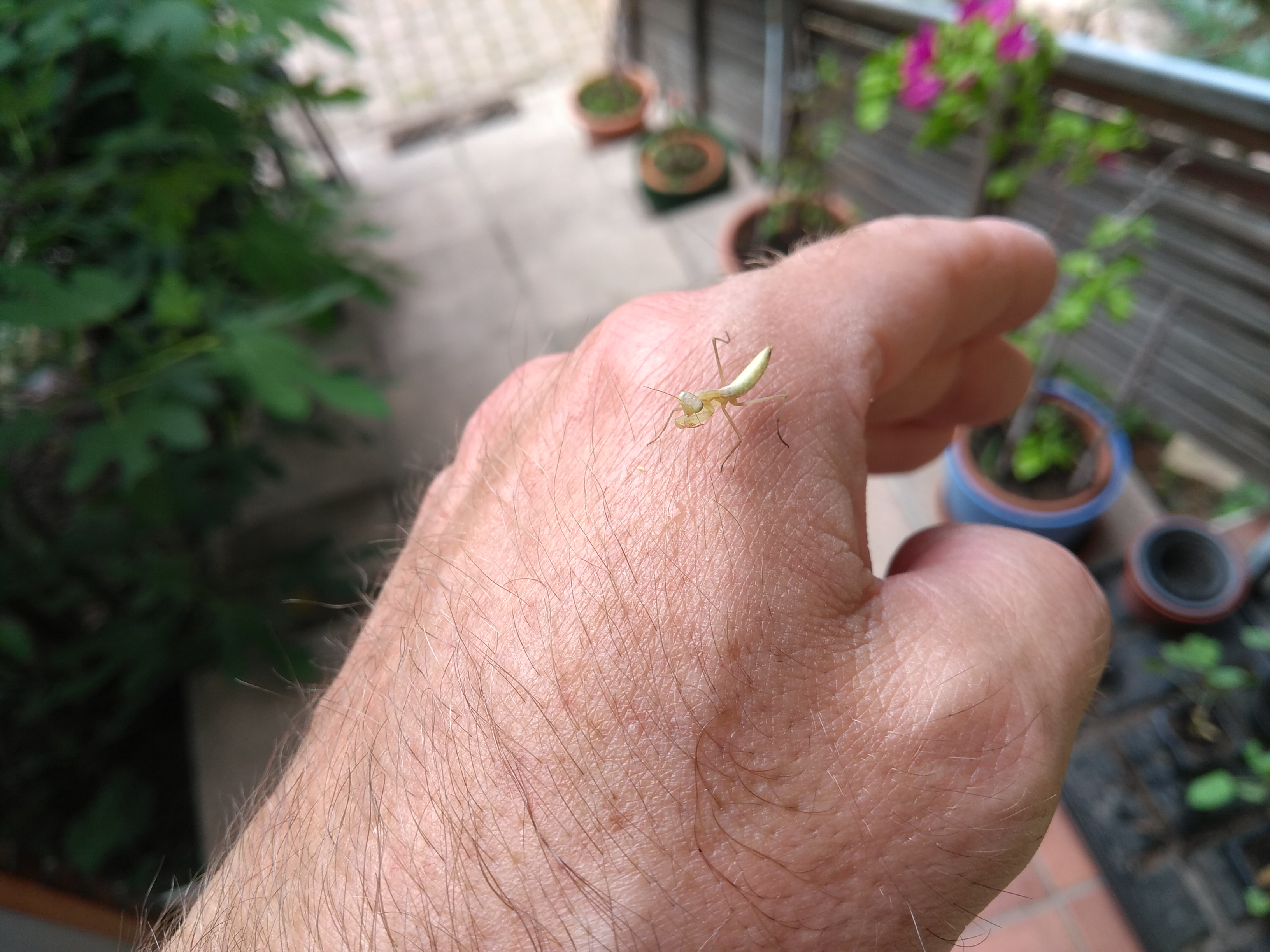
Nymphe einer Europäischen Gottesanbeterin

Die etwa 6 mm langen Larven schlüpfen im Mai bzw. Juni und durchlaufen zahlreiche Larvenstadien bis zur Geschlechtsreife. Sie häuten sich mindestens fünf Mal, größere Weibchen sogar noch öfter, bevor im Hoch- und Spätsommer die ersten erwachsenen Tiere (Imagines) auftreten. Etwa 14 Tage nach der Imaginalhäutung werden die Tiere geschlechtsreif.

## Natürliche Feinde
Eiparasitoide von Mantis religiosa sind die Erzwespen Mantibaria seefeldiana (Familie Scelionidae) und Podagrion pachymerum (Familie Torymidae). Grabwespen der Gattung Stizus (Familie Crabronidae) erbeuten als Larvenproviant neben Heuschrecken auch Fangschrecken.

## Verbreitung

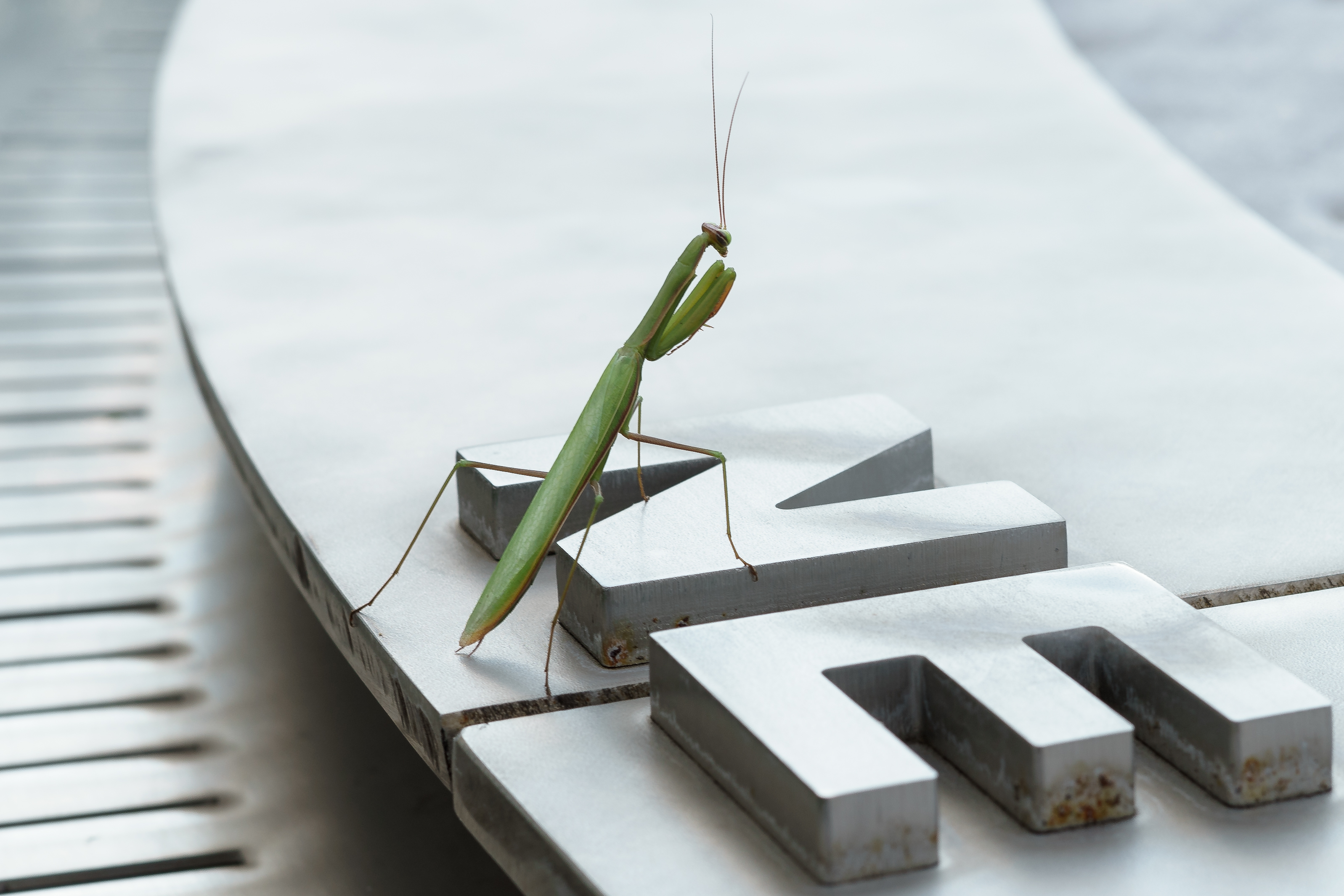
Mantis religiosa im Aristotelespark in Stagira

Ursprünglich stammt die Art aus Afrika, hat sich aber in der Alten Welt über den gesamten Mittelmeerraum und große Teile Asiens östlich bis nach Japan und bis zu den großen Sundainseln ausgebreitet. In nord-südlicher Richtung reicht ihr Verbreitungsgebiet vom südlichen Westsibirien bis zum Kap der Guten Hoffnung. Durch Verschleppung ist sie inzwischen auch in der Neuen Welt vertreten, und zwar in Nordamerika, nämlich in weiten Teilen der östlichen USA und im südlichen Kanada. Sie fehlt – trotz mancher anderslautender Angaben in der Literatur – in Südamerika und Australien.
Die nördlichsten Vorkommen überschreiten östlich des Ural-Gebirges im südlichen Westsibirien bei Tscheljabinsk den 54., bei Omsk sogar den 55. Breitengrad und westlich des Urals in Osteuropa den 53. Grad n. Br.

### Verbreitung in Deutschland
In Deutschland stellt sich die Verbreitung bzw. Funddokumentation wie folgt dar: In Hessen wurde die Art erstmals 1756 in Frankfurt gefunden, konnte aber im 20. Jahrhundert hier nur zwei Mal dokumentiert werden und galt dann als ausgestorben. Sie ist hier jedoch mittlerweile wieder nachgewiesen, wobei der Nachweis von Ootheken und damit der Hinweis auf Reproduktion noch 2007 fehlte. Aus Bayern sind zwar Fundmeldungen bekannt, diese gelten jedoch als höchst unwahrscheinlich und zweifelhaft. In Rheinland-Pfalz gilt das Vorkommen als gesichert und über Jahre hinweg dokumentiert. Aus dem Saarland gibt es zwar regelmäßig Fundmeldungen, bei diesen handelte es sich allerdings offenbar um gelegentlich aus Lothringen einfliegende Tiere, sodass die Art hier nicht als bodenständig galt. Baden-Württemberg, insbesondere Südbaden, ist das Hauptverbreitungsgebiet der Art in Deutschland. Die Art ist besonders häufig vom Kaiserstuhl bzw. Freiburg und Umgebung, der Oberrheinebene südlich von Freiburg bis Basel und im Glottertal nachgewiesen. Seit 1998 ist auch ein Inselvorkommen im Stadtgebiet von Berlin-Schöneberg bekannt, dessen Individuen sich alljährlich erfolgreich fortpflanzen. Die zahlreichen neueren Fundmeldungen belegen, dass Mantis religiosa etwa seit Anfang der 1990er Jahre ihr Verbreitungsareal in Mitteleuropa deutlich vergrößert hat und auch weiterhin in allmählicher Ausbreitung begriffen ist.
Eine dreijährige Studie (2011–2014) der Universität Mainz konnte zeigen, dass sich in Deutschland inzwischen zwei stabile Populationen etablieren konnten. Im Westen in den Bundesländern Rheinland-Pfalz, Baden-Württemberg, Hessen und Saarland und im Osten in Berlin (s. o.), Brandenburg, Sachsen und Sachsen-Anhalt. Die westliche Population stammt demnach hauptsächlich aus Frankreich, während die östliche Population aus Tschechien und Zentraleuropa, vermutlich über das Elbetal, eingewandert ist.
Stand 2023 kommt die Art in Deutschland im Nordwesten bis etwa nach Koblenz und im Rhein-Main-Gebiet auch nördlich des Mains vor. Auch im Westen von Rheinland-Pfalz und im Saarland ist sie regelmäßig zu finden. Vereinzelt werden auch Tiere weiter nördlich wie bei Köln oder Mönchengladbach gefunden. Östlich der Rheinebene hat sich die Art fast bis nach Stuttgart ausgebreitet und wird vereinzelt auch östlich des Schwarzwalds gefunden. Die östliche Teilpopulation hat ihr Areal Richtung Südwesten bis nach Thüringen ausgebreitet. Vereinzelt werden Tiere auch im Norden Brandenburgs oder in Mecklenburg-Vorpommern gefunden. Da die österreichischen Populationen bis westlich von Linz verbreitet sind, ist es möglich, dass sich in der Zukunft entlang der Donau eine dritte Teilpopulation in Deutschland etablieren wird.

### Dokumentation der Ausbreitung in Deutschland
Die Europäische Gottesanbeterin breitet sich aufgrund des Klimawandels zunehmend in nördlichen Regionen Deutschlands aus, einschließlich des Havellands in Brandenburg. Um diese Ausbreitung zu erfassen, werden Citizen-Science-Projekte genutzt, bei denen Bürgerinnen und Bürger aktiv an der wissenschaftlichen Datensammlung teilnehmen. Meldeportale ermöglichen es, Beobachtungen der Gottesanbeterin online zu melden und tragen so zur Forschung und zum Artenschutz bei.
Das Naturkundemuseum Potsdam betreibt auf der Website gottesanbeterin-gesucht.de ein solches Meldeportal. Über ein Online-Formular können Fotos hochgeladen und der Fundort angegeben werden. Eine interaktive Karte zeigt bereits gemeldete Funde an. Die gesammelten Daten unterstützen Wissenschaftlerinnen und Wissenschaftler dabei, die Verbreitung der Art besser zu verstehen und fördern das Bewusstsein für Biodiversität und Umweltveränderungen.

### Einfuhr in Nordamerika

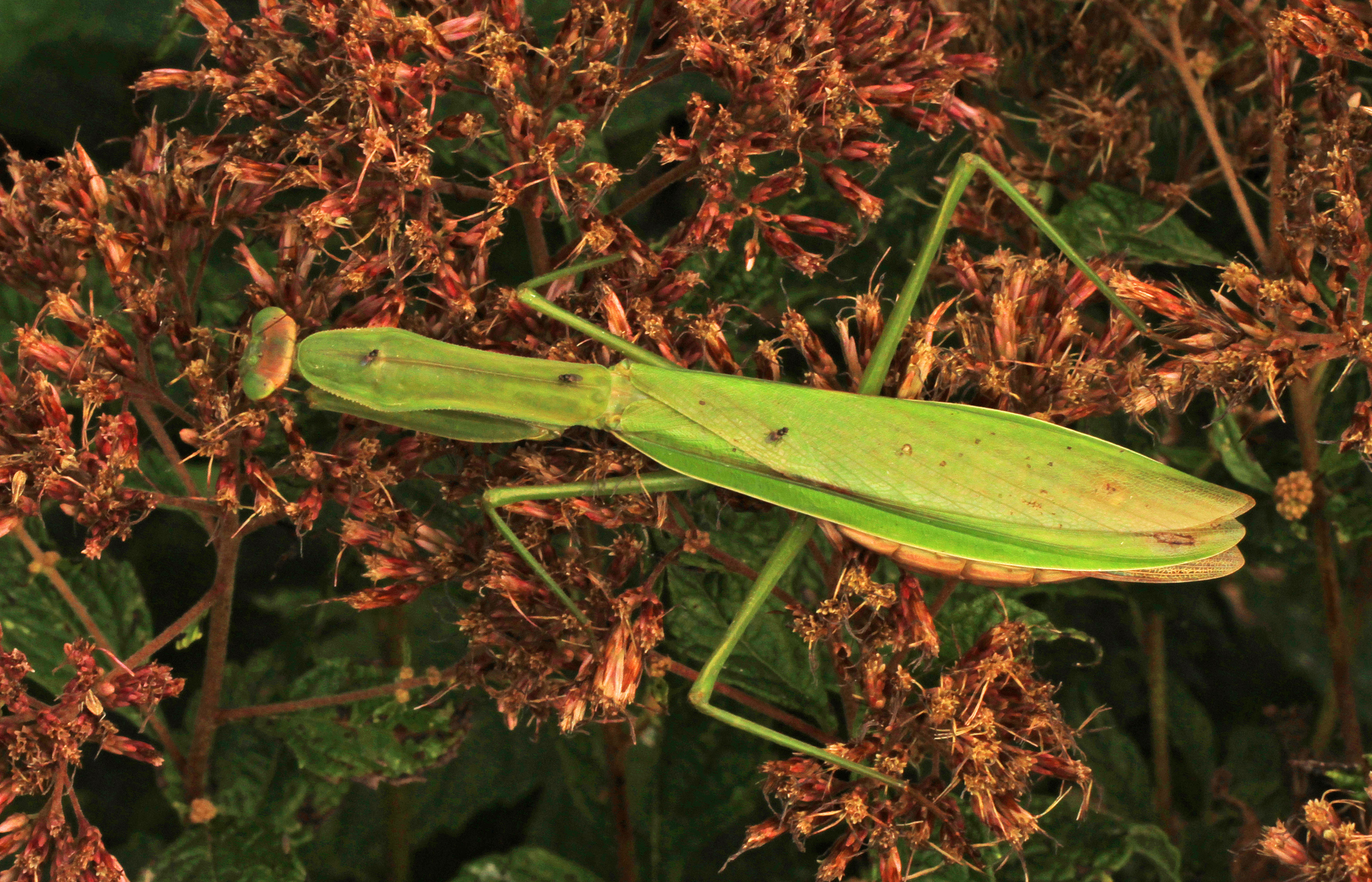
Eine weitere in Nordamerika eingeführte Fangschrecke ist die Große Chinesen-Mantis (Tenodera sinensis).

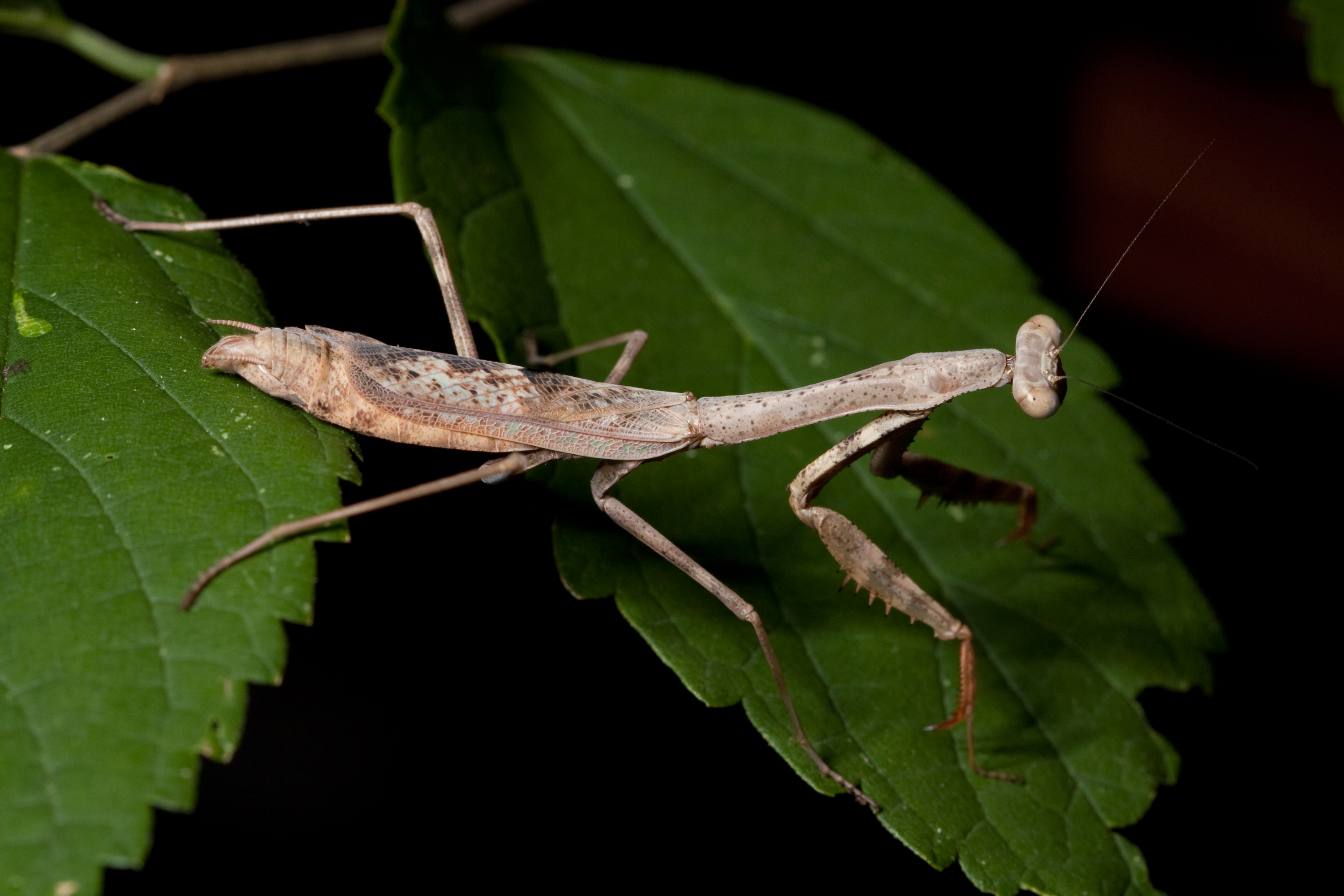
Die in Nordamerika heimische Fangschreckenart Stagmomantis carolina könnte zusammen mit den anderen eingeführten Arten durch die Europäische Gottesanbeterin verdrängt werden.

In Nordamerika wurde die Europäische Gottesanbeterin zusammen mit weiteren Fangschrecken wie der Großen Chinesen-Mantis (Tenodera sinensis) zwecks der biologischen Schädlingsbekämpfung eingeführt. Dort konnte sie sich wie die anderen Arten erfolgreich etablieren und gilt u. a. heutzutage auch als Staatsinsekt des US-Bundesstaates Connecticut. Wie bei den anderen eingeführten Fangschrecken ist auch die künstliche Einfuhr der Europäischen Gottesanbeterin in Nordamerika umstritten, da der Nutzen von Fangschrecken für die Schädlingsbekämpfung angezweifelt wird. Alle eingeführten Fangschrecken einschließlich der Europäischen Gottesanbeterin sind außerdem vergleichsweise groß und kräftig gebaute Fangschrecken, die den in Nordamerika heimischen Fangschrecken meist überlegen sind und diese auch verdrängen können. Ein Rückgang der in Nordamerika heimischen Fangschrecke Stagmomantis carolina etwa wird bereits befürchtet.

## Systematik und Synonyme
Carl von Linné beschrieb die Art bereits 1758 in der als Basis der zoologischen Nomenklatur geltenden zehnten Auflage seiner Systema Naturae als Gryllus (Mantis) religiosus. Etwa ab 1825 etablierte sich der von Linné als Untergattung gewählte Name Mantis auch als Gattungsname. Im Jahr 1873 beschrieb Carl Eduard Adolph Gerstäcker eine besonders große Form aus Ostafrika als Mantis religiosa var. major, die später als erste Unterart anerkannt wurde. Bereits zuvor waren drei Varianten beschrieben worden, die sich aber alle als identisch mit der Nominatform erwiesen und dieser als Synonyme zugeordnet werden. Erst ab 1930 und hier insbesondere in den 1960er und 1970er Jahren erfolgten weitere Beschreibungen der bisher insgesamt zwölf Unterarten. Somit ergibt sich folgende systematische Situation:
- Mantis religiosa beybienkoi Bazyluk, 1960
- Mantis religiosa caucasica Lindt, 1974
- Mantis religiosa eichleri Bazyluk, 1960
- Mantis religiosa inornata Werner, 1930
- Mantis religiosa langoalata Lindt, 1974
- Mantis religiosa latinota Lindt, 1974
- Mantis religiosa macedonica Karaman, 1961
- Mantis religiosa major Gerstaecker, 1873
- Mantis religiosa polonica Bazyluk, 1960
- Mantis religiosa religiosa (Linnaeus, 1758)

(Syn. = Mantis religiosa maroccana Thunberg, 1815)
(Syn. = Mantis religiosa radiata Fischer-Waldheim, 1846)
(Syn. = Mantis religiosa sancta Fabricius, 1787)
- Mantis religiosa siedleckii Bazyluk, 1960
- Mantis religiosa sinica Bazyluk, 1960

Dialektbezeichnungen sind beispielsweise das Leshanl in der Thermenregion in Niederösterreich, wo auch die Rebsorte Neuburger, speziell in Pfaffstätten diesen Namen trägt. In Südtirol wird das Tier als Maringgele bezeichnet.

## Galerie

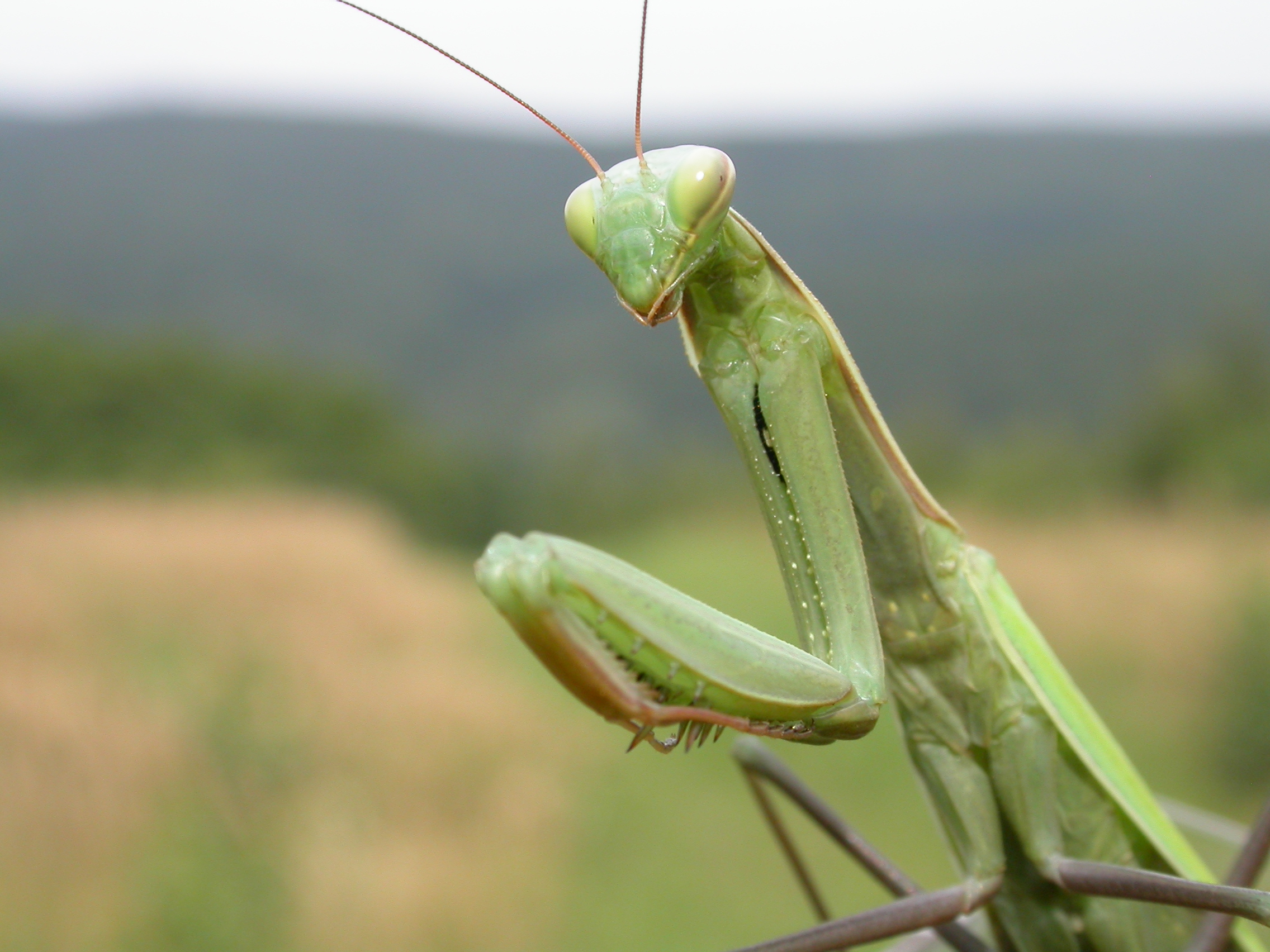
Detailansicht eines Weibchens
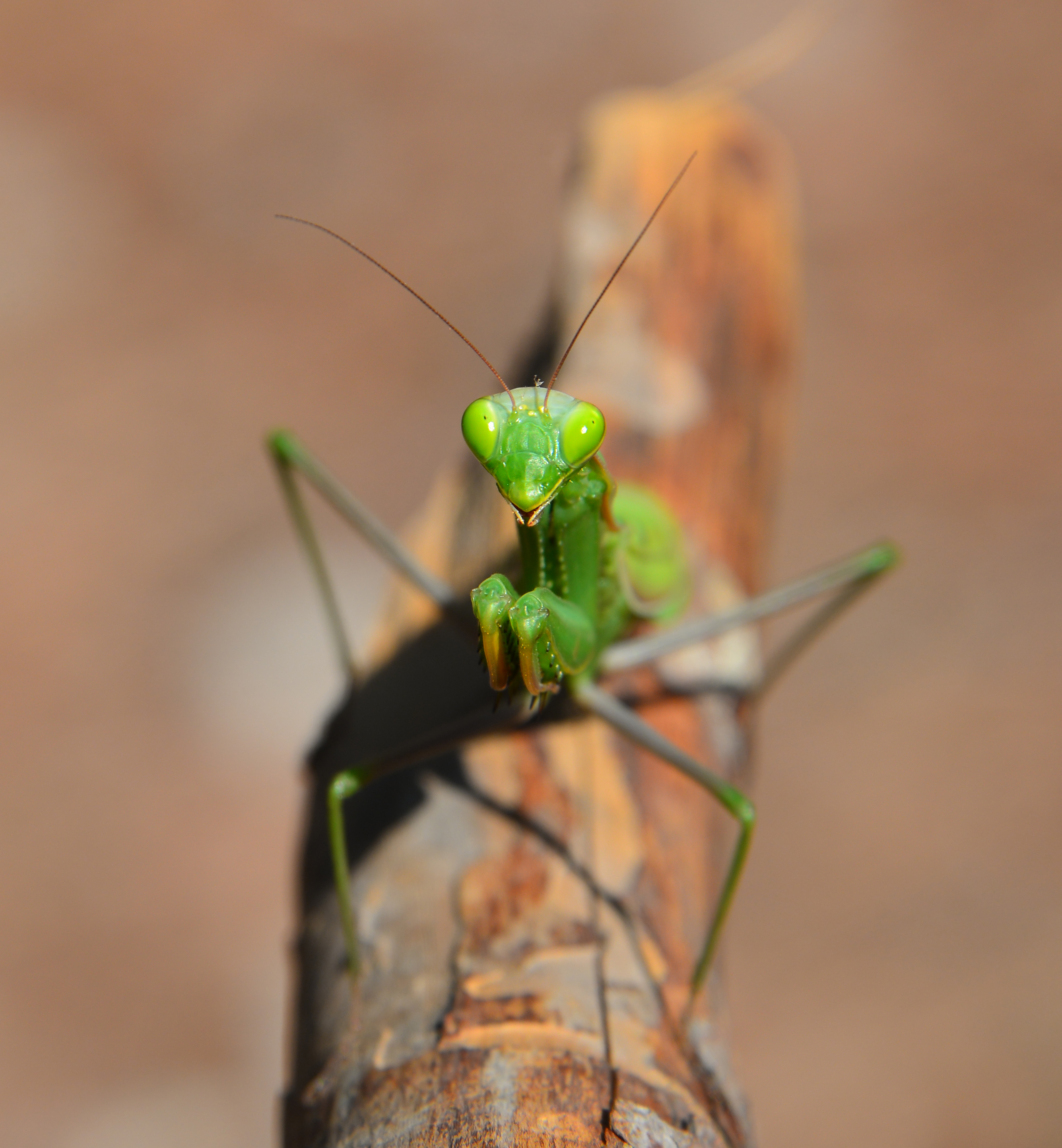
Frontalansicht eines Weibchens
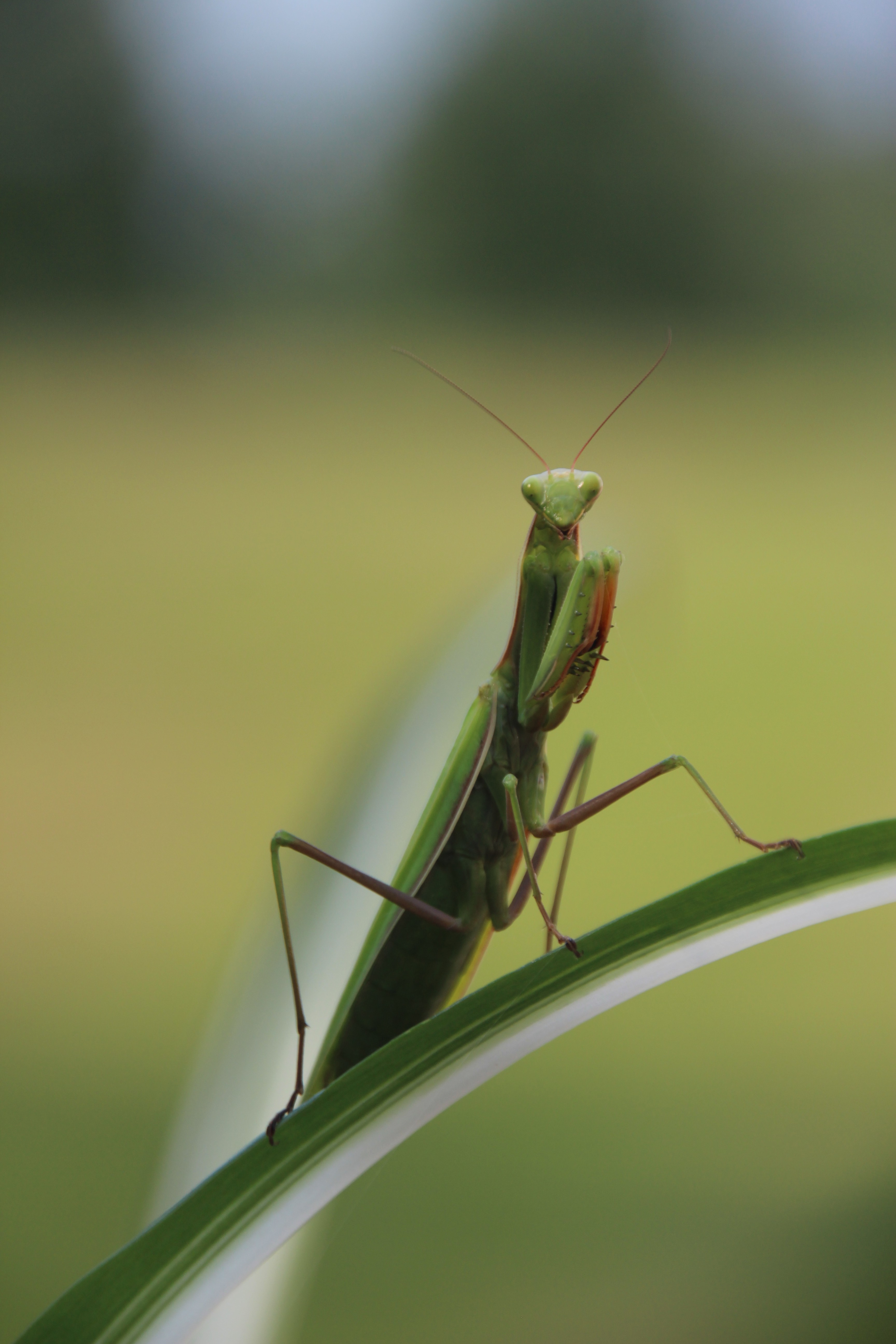
Unteransicht eines Weibchens
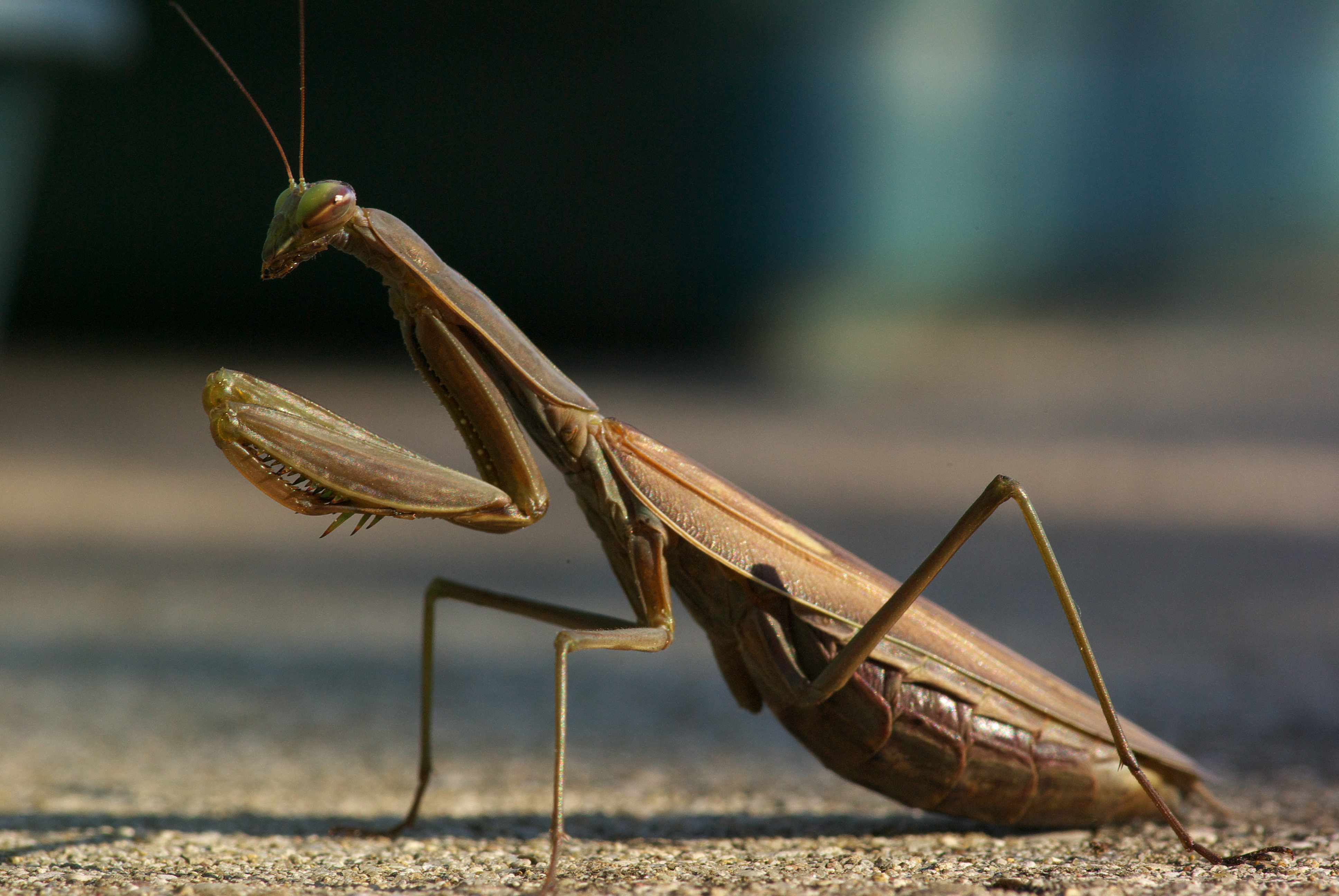
Braunes Weibchen
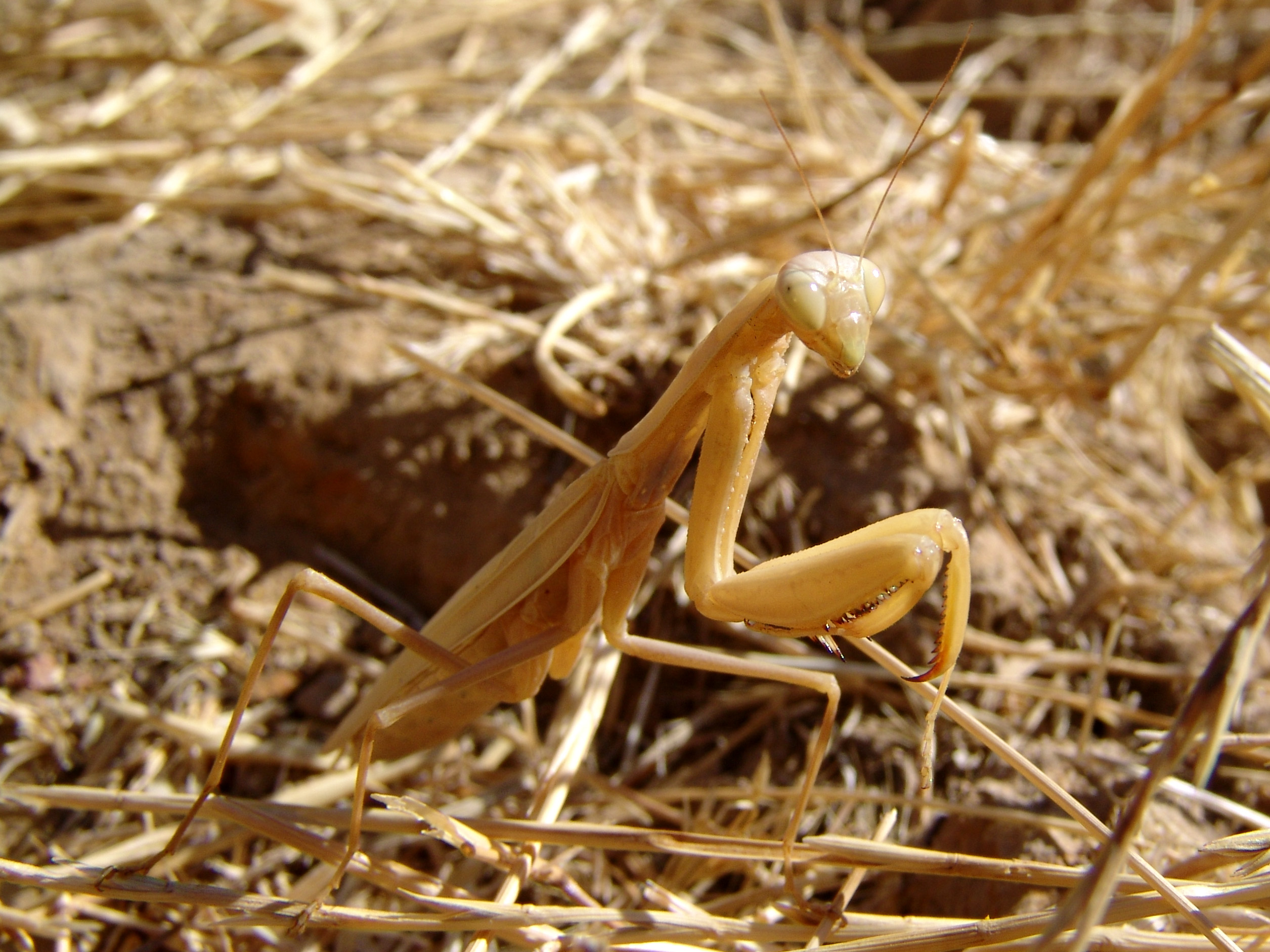
Gelbes Weibchen
Weibchen beim Fressen eines Männchens
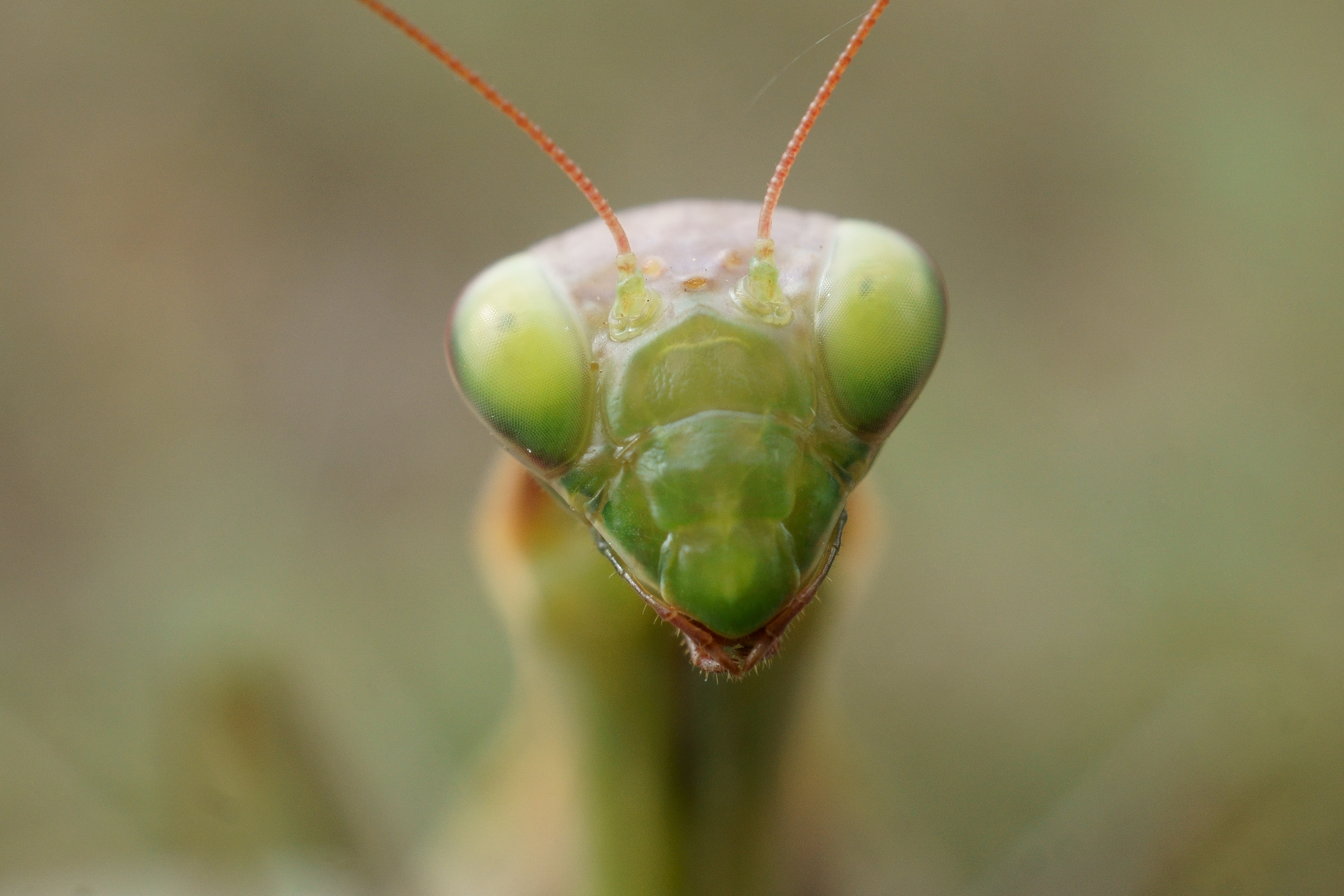
Kopf eines Weibchens
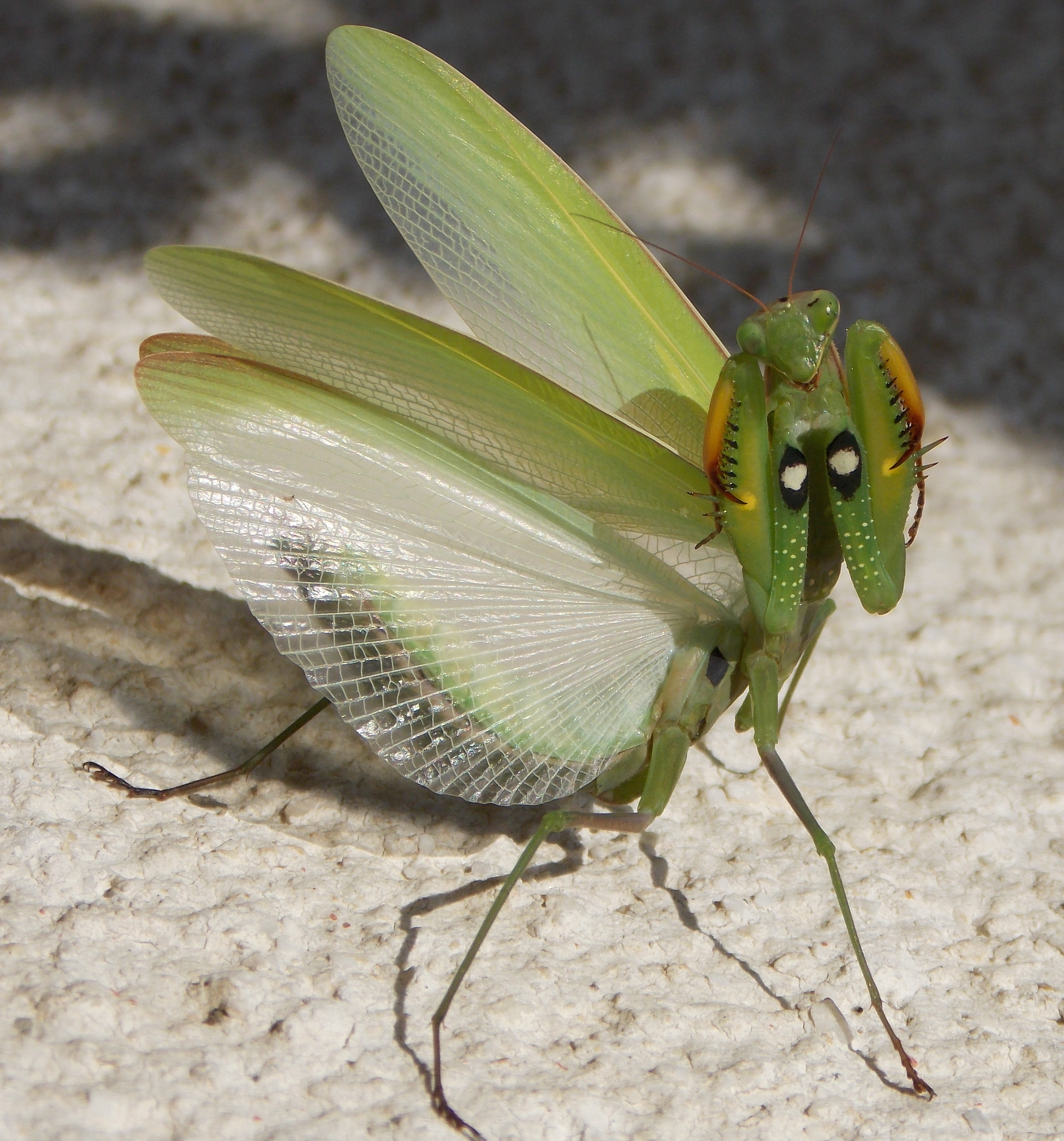
Weibchen in Abwehrhaltung
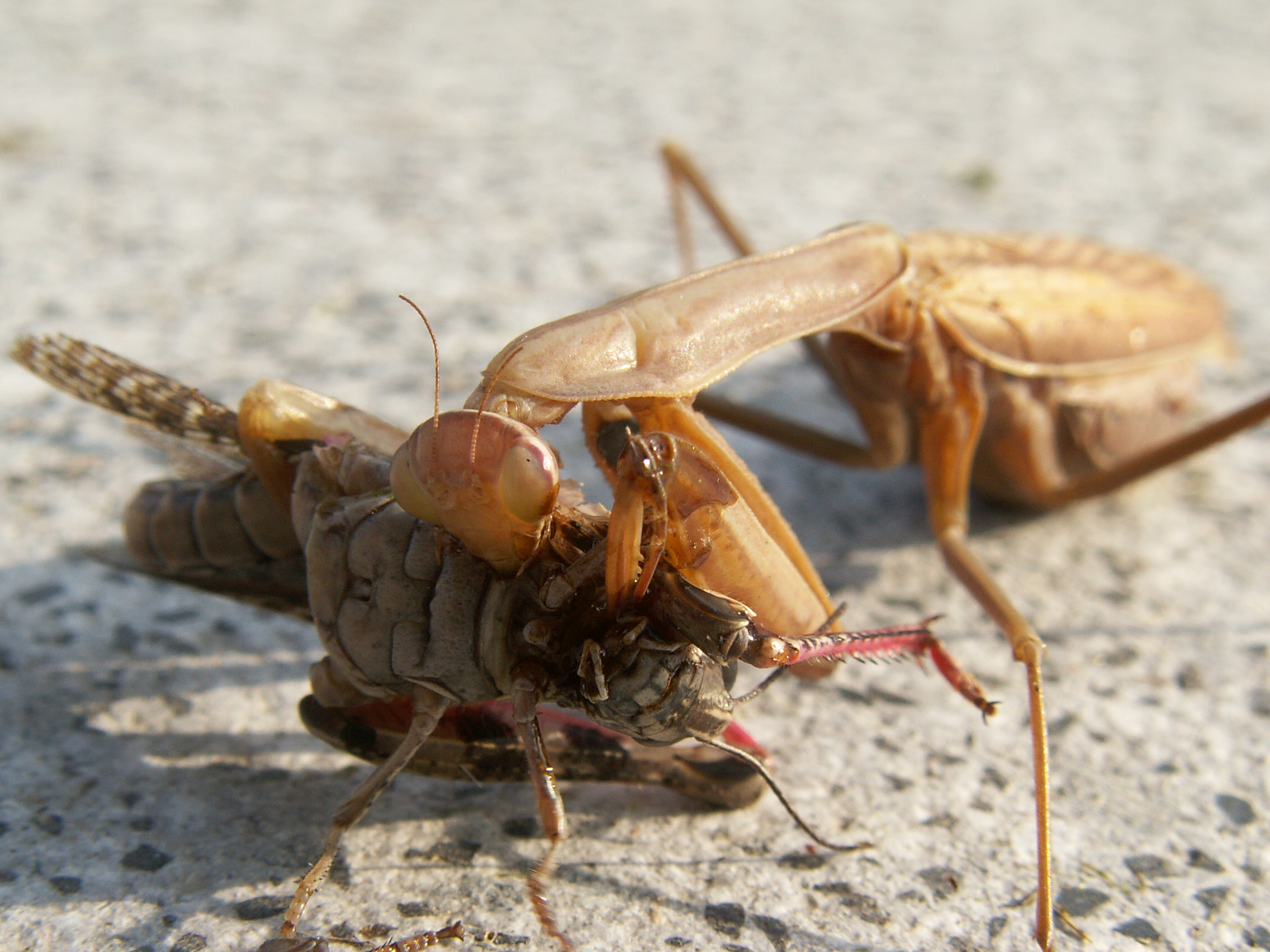
Weibchen beim Fressen einer Heuschrecke
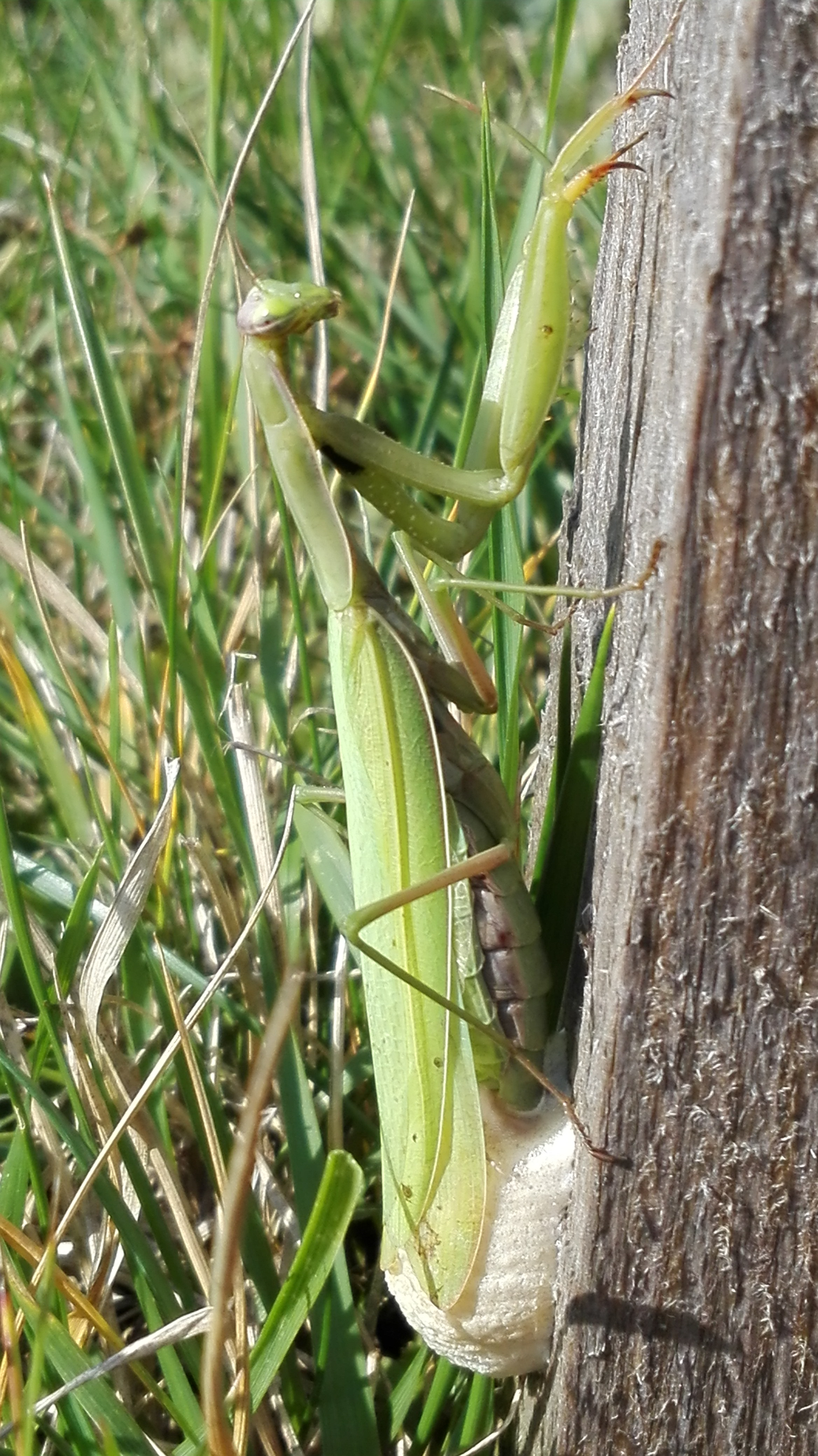
Weibchen beim Produzieren einer Oothek
- Beutefang & Nahrungsaufnahme bei einem Weibchen
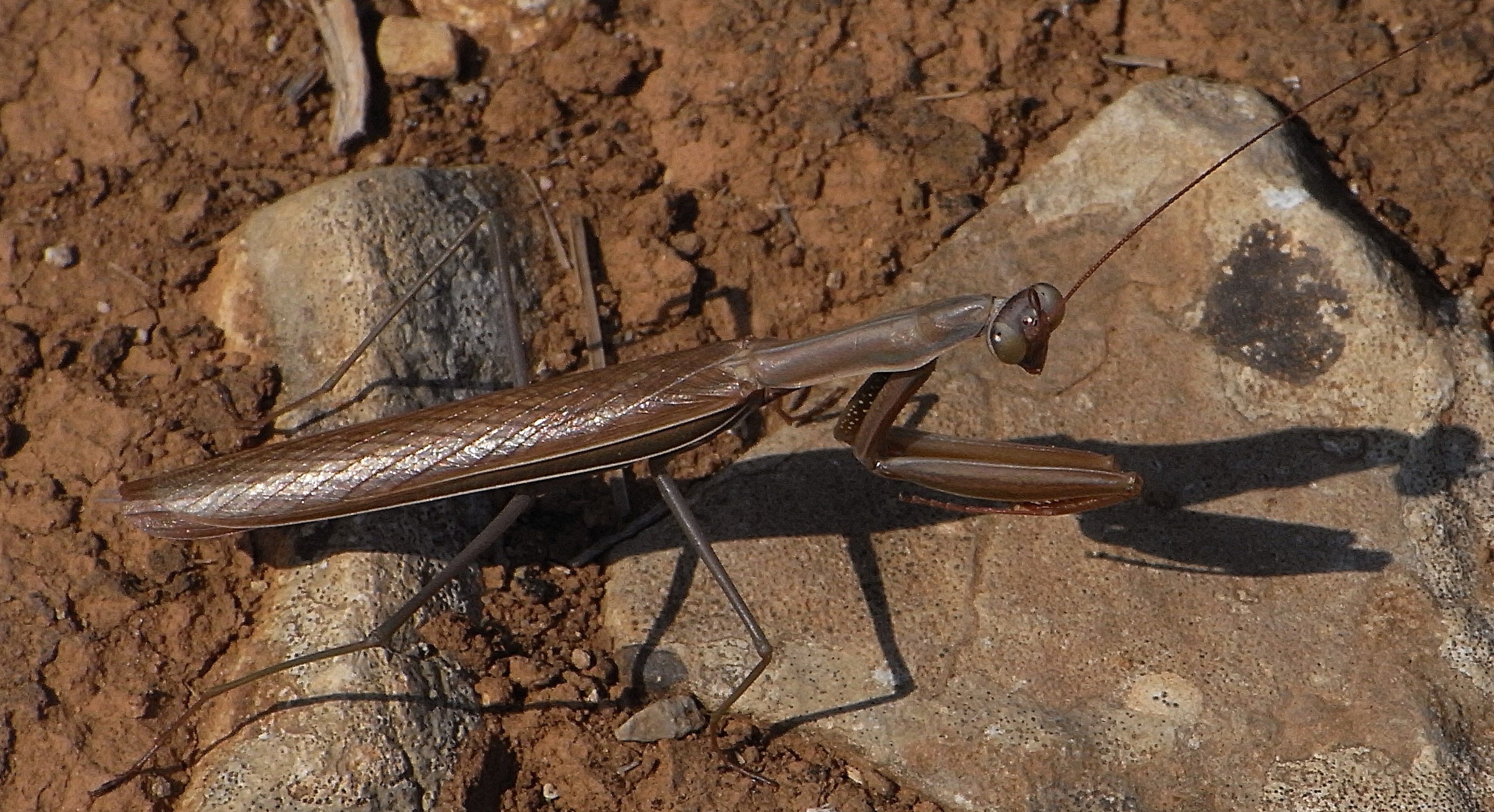
Braunes Männchen
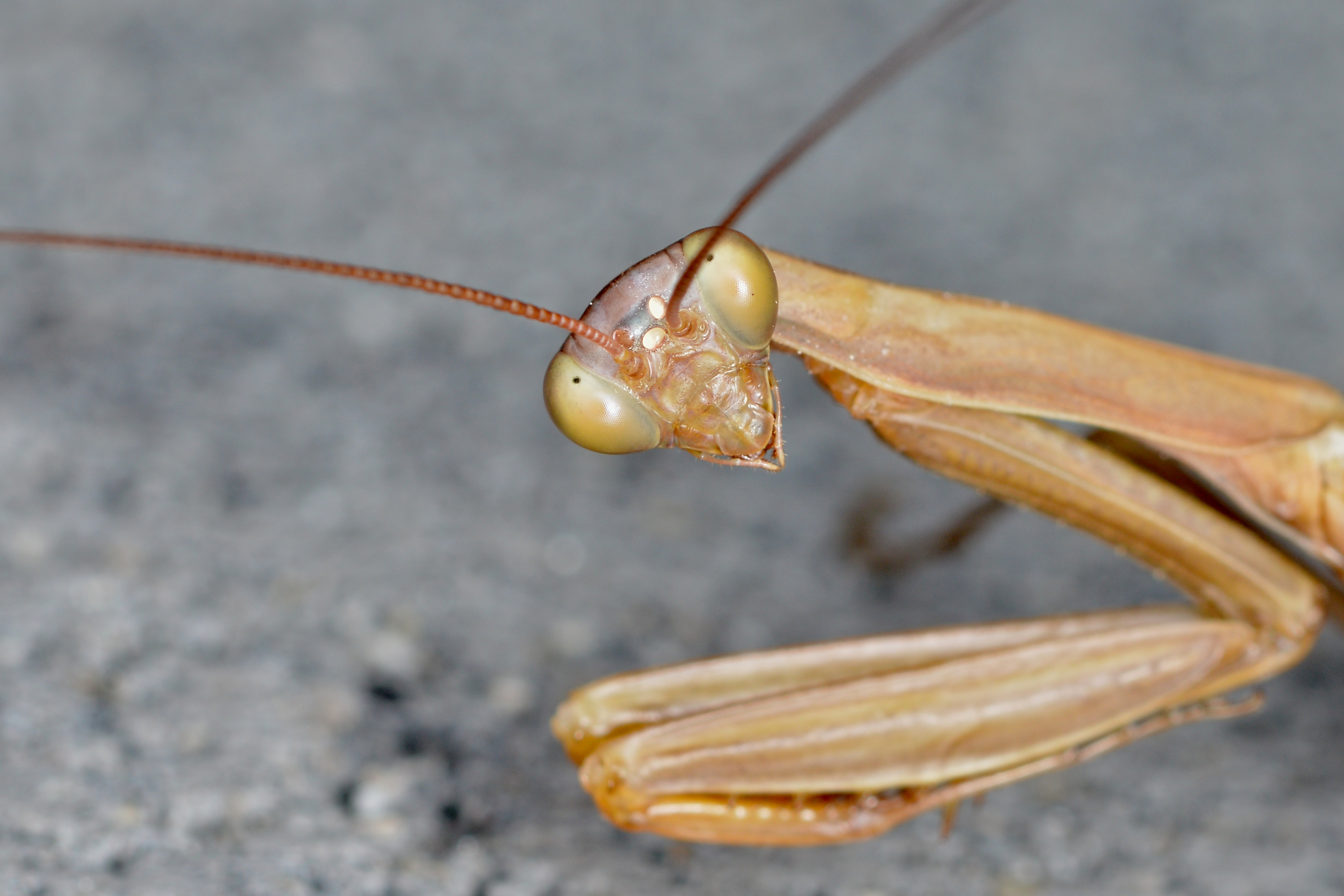
Detailaufnahme eines gelben Männchens
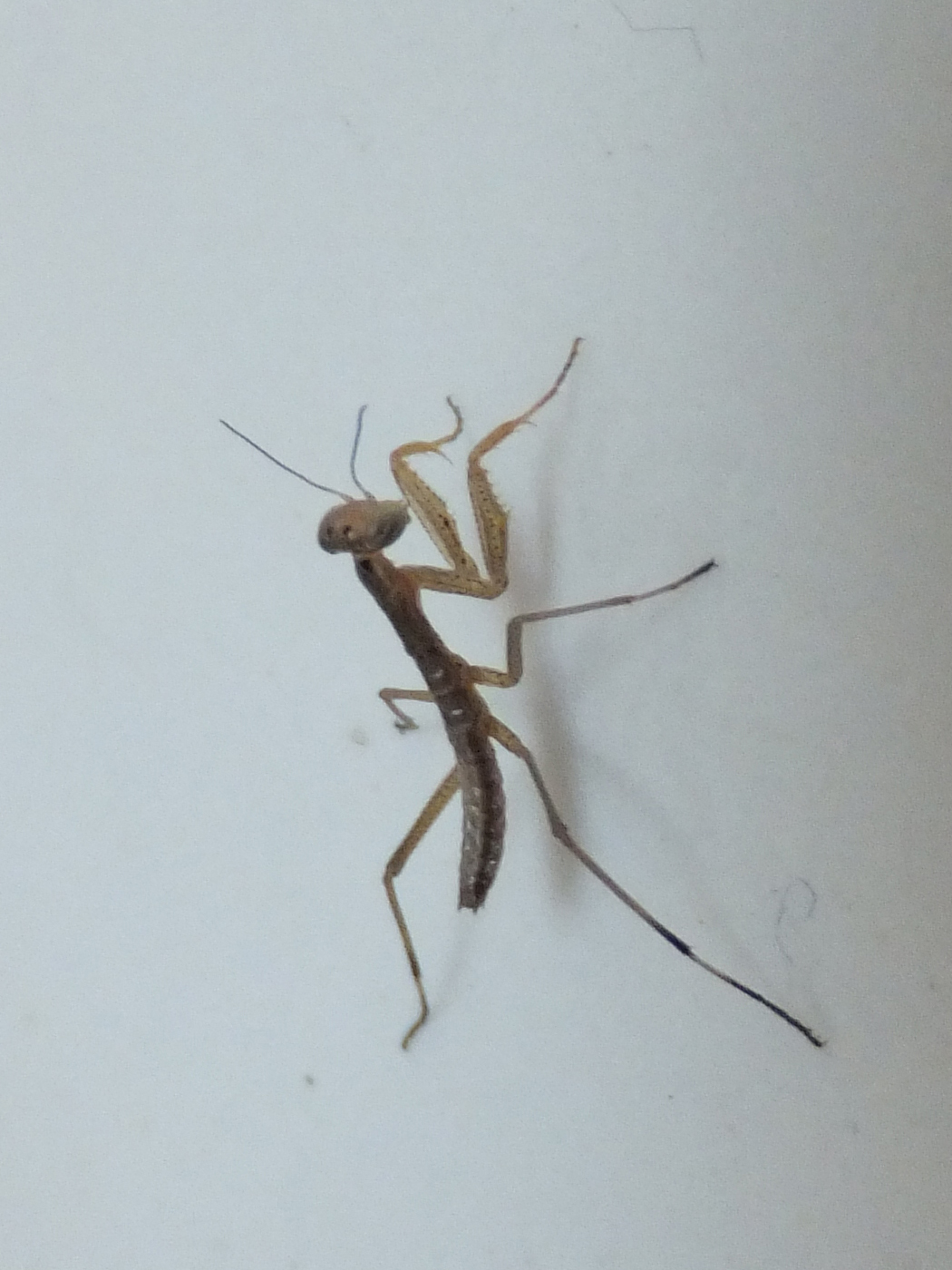
Larve
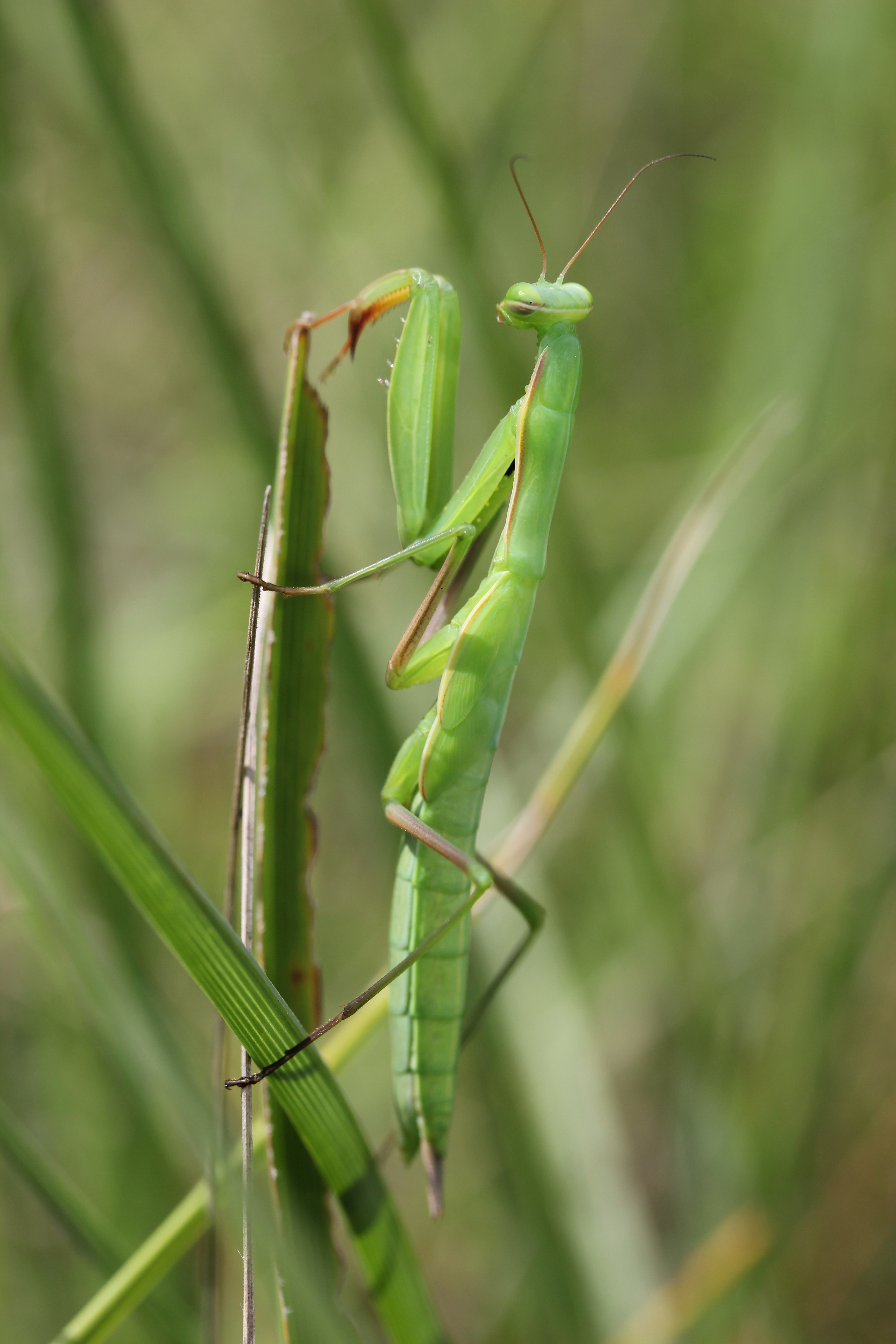
Grünes Jungtier
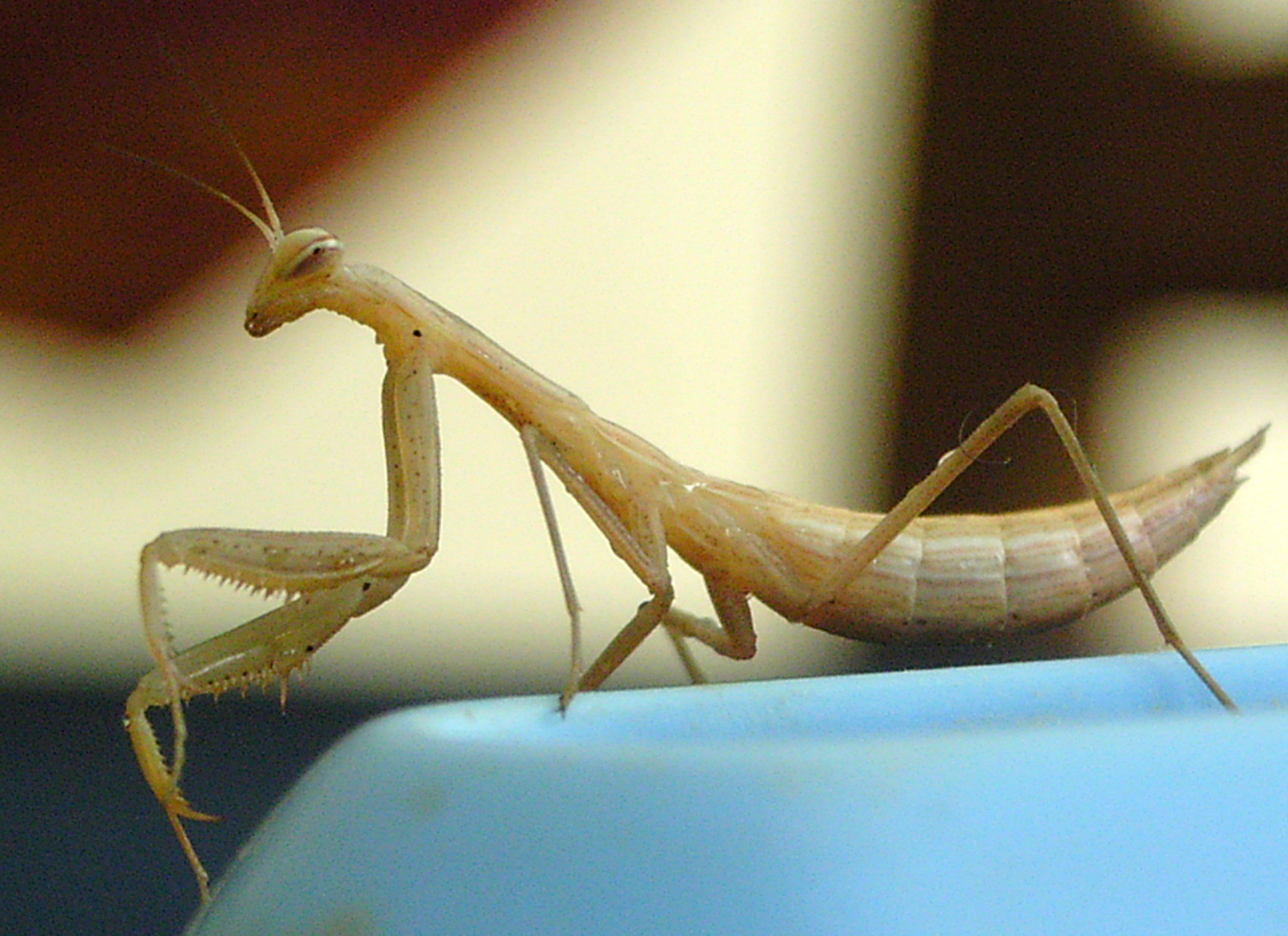
Gelbes Jungtier
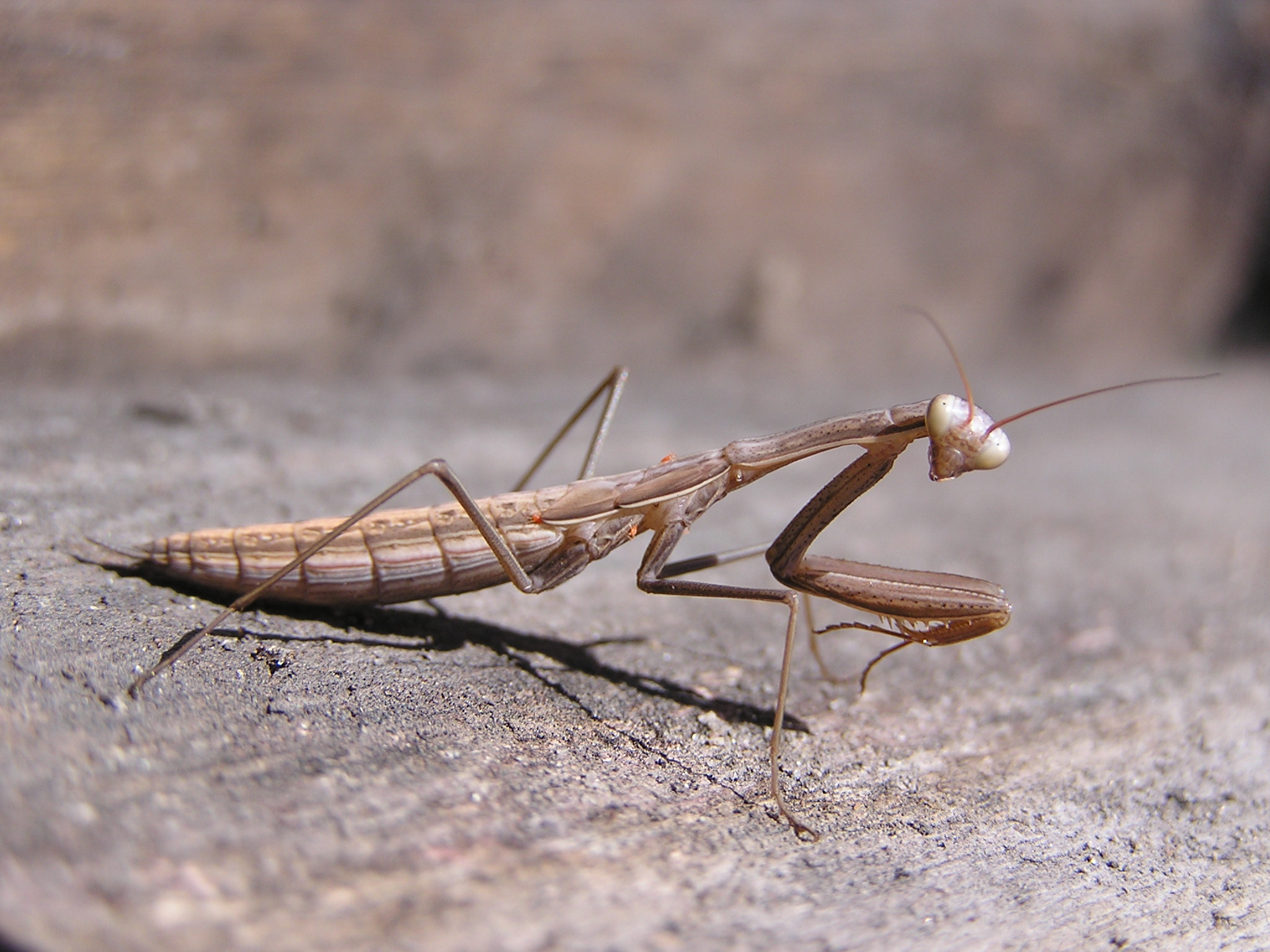
Braunes Jungtier
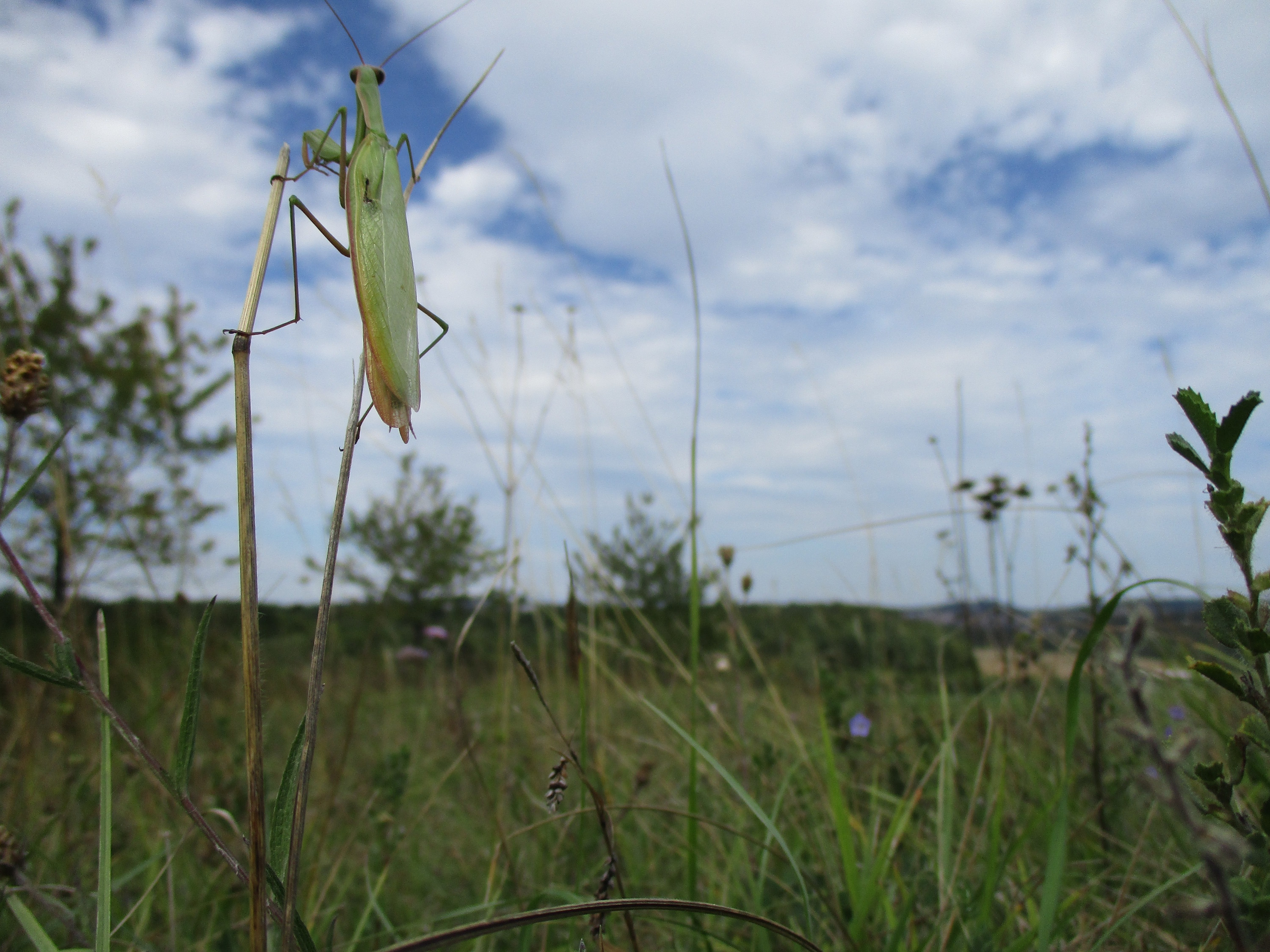
Mantis religiosa im Naturschutzgebiet Birzberg
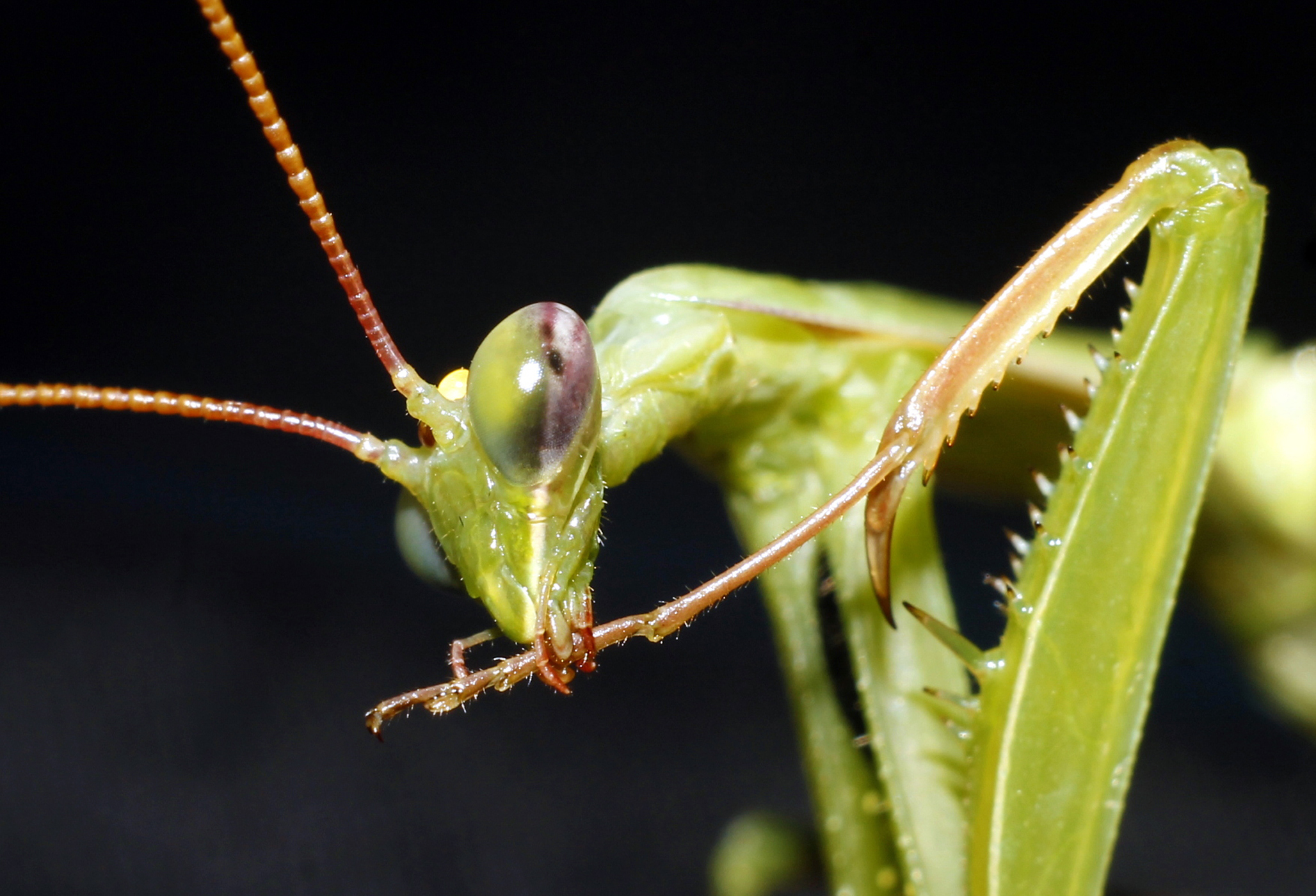
Nahaufnahme